# Basilique Saint-Bonaventure de Lyon
La basilique Saint-Bonaventure de Lyon est un édifice religieux, voué au culte catholique, situé au cœur de la Presqu'île à Lyon dans le quartier des Cordeliers. Cette église demeure le seul édifice médiéval qui subsiste dans le nord du 2e arrondissement depuis les travaux de percée de la rue Impériale, aujourd'hui rue de la République, et le réaménagement de la place des Cordeliers sous le second Empire par le préfet du Rhône Claude-Marius Vaïsse. Sanctuaire urbain depuis 1971, et non pas église paroissiale, l'église est érigée en basilique mineure par le pape François le 28 septembre 2019.

## Historique
L'histoire de l'église est intimement liée à celle du couvent des Frères mineurs, ou franciscains, installé en ce lieu sur un terrain légué par le sénéchal de Grolée, attesté vers 1226, ordre religieux fondé par Saint François d'Assise (1182–1226). Ces moines seront vite appelés « cordeliers » en raison de la corde à nœuds leur servant de ceinture, par signe de pauvreté. Ce sobriquet a donné son nom à l'église et au quartier, au cœur de la Presqu'île à Lyon. Ce couvent comprend une petite église abbatiale orientée ouest-est. Le cardinal Bonaventure de Bagnoregio y décède en plein concile de Lyon, dans la nuit du 14 et 15 juillet 1274, à l'âge d'environ 57 ans. Il est enterré sur place.
La construction d'une église de plus grandes dimensions, vers 1325, est décidée par Jacques de Grolée, petit-fils du sénéchal pour pallier l'étroitesse de la première église conventuelle. La nouvelle église, aujourd'hui, placée sous le vocable de saint Bonaventure, est orientée vers le sud, ce qui est rare à l'époque où les églises gothiques sont presque toujours orientés à l'est. Sa construction débute par l'abside et deux chapelles absidiales. Elle accueille la dépouille mortelle du cardinal Bonaventure, primitivement enterrée dans l'ancienne église.
L'église inachevée est consacrée le 18 septembre 1328 par l'archevêque de Lyon, Pierre de Savoie, et dédiée à saint François d'Assise. Il faut attendre les années 1450 à 1480 pour que l'église soit prolongée vers le nord, avec l'aide financière importante de Jean de Pavie, conseiller et médecin des rois Charles VII et Louis XI. L'église est enfin achevée vers 1484. C'est alors qu'elle est placée sous le vocable de saint Bonaventure, qui vient d'être canonisé. Surnommé le « Docteur séraphique » (Doctor seraphicus), il est proclamé Docteur de l'Église en 1586 par le pape Sixte V. Il est célébré par l'Église catholique le 15 juillet.
Le bâtiment subit un certain nombre de vicissitudes de l'histoire. Le baron des Adrets François de Beaumont pille totalement toutes les églises de Lyon en 1562, pendant les terribles guerres de religion. Pendant la révolution française, le couvent et l'église seront vendus comme biens nationaux. Elle servira d'écurie, d'entrepôt, et de logements pendant une dizaine d'années, après pillage des mobiliers, vitraux, portes, etc.. Rendue au culte vers 1806, elle est patiemment réparée et rénovée pendant tout le 19e siècle, en dépit de la révolte des canuts de 1834, dont une dizaine seront assassinés dans l'église. La crue de la Saône de 1840 met un mètre d'eau dans le bâtiment. Vers 1890, l'église se voit débarrassée des immeubles et échoppes qui y étaient adossés, ce qui permet l'élargissement de la rue Grolée sur son flanc ouest. Les lois de 1905 et 1907 donnent la propriété de l'église et de son mobilier à la ville de Lyon. Il faut attendre 1975 pour que le dernier immeuble « parasite », collé à l'église, soit démoli. L'église Saint Bonaventure est inscrite aux Monuments historiques en 1927.

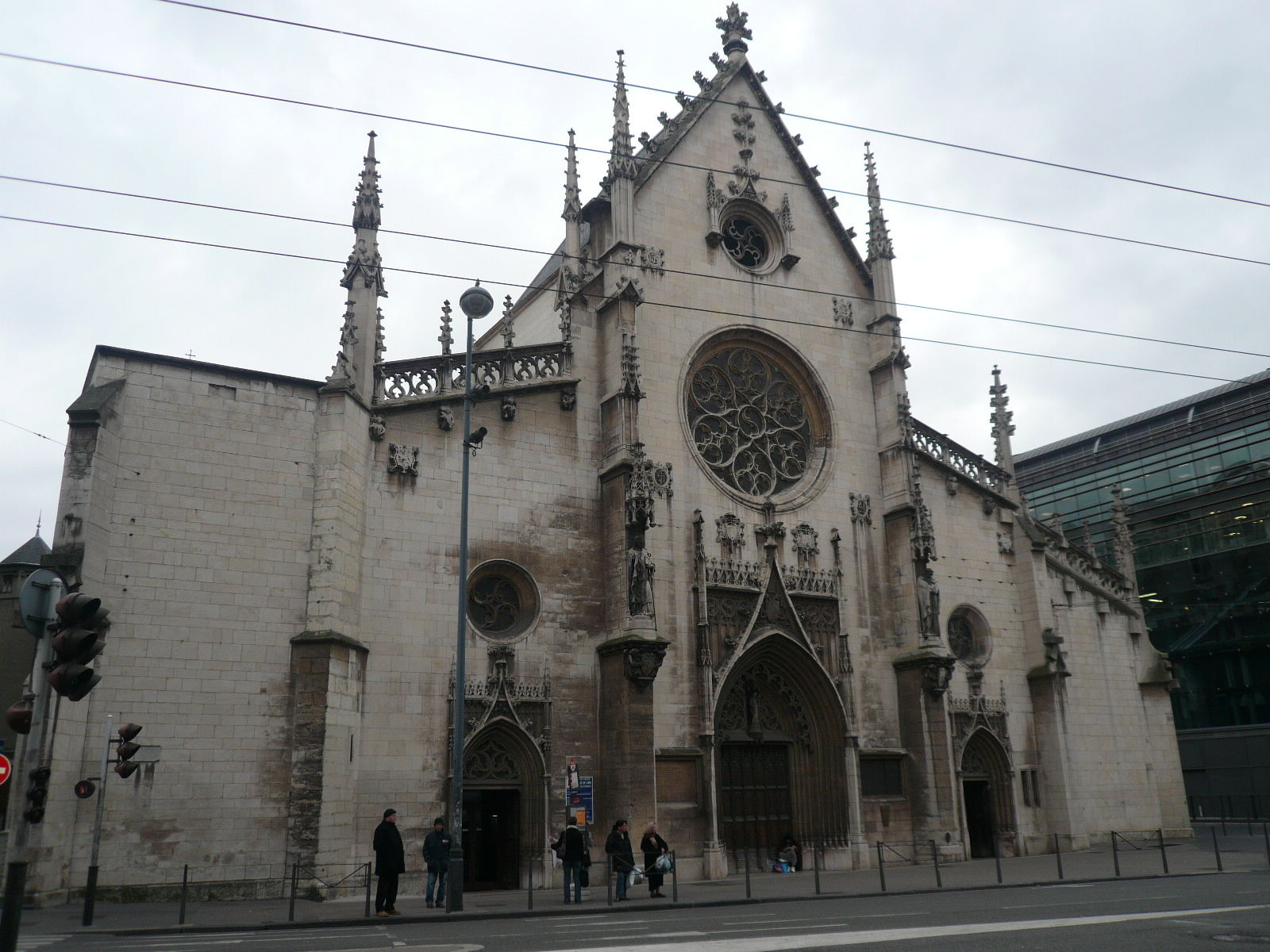
Façade de Saint Bonaventure (XVe siècle) restaurée en 1858–1860 par Cl.A. Benoît.
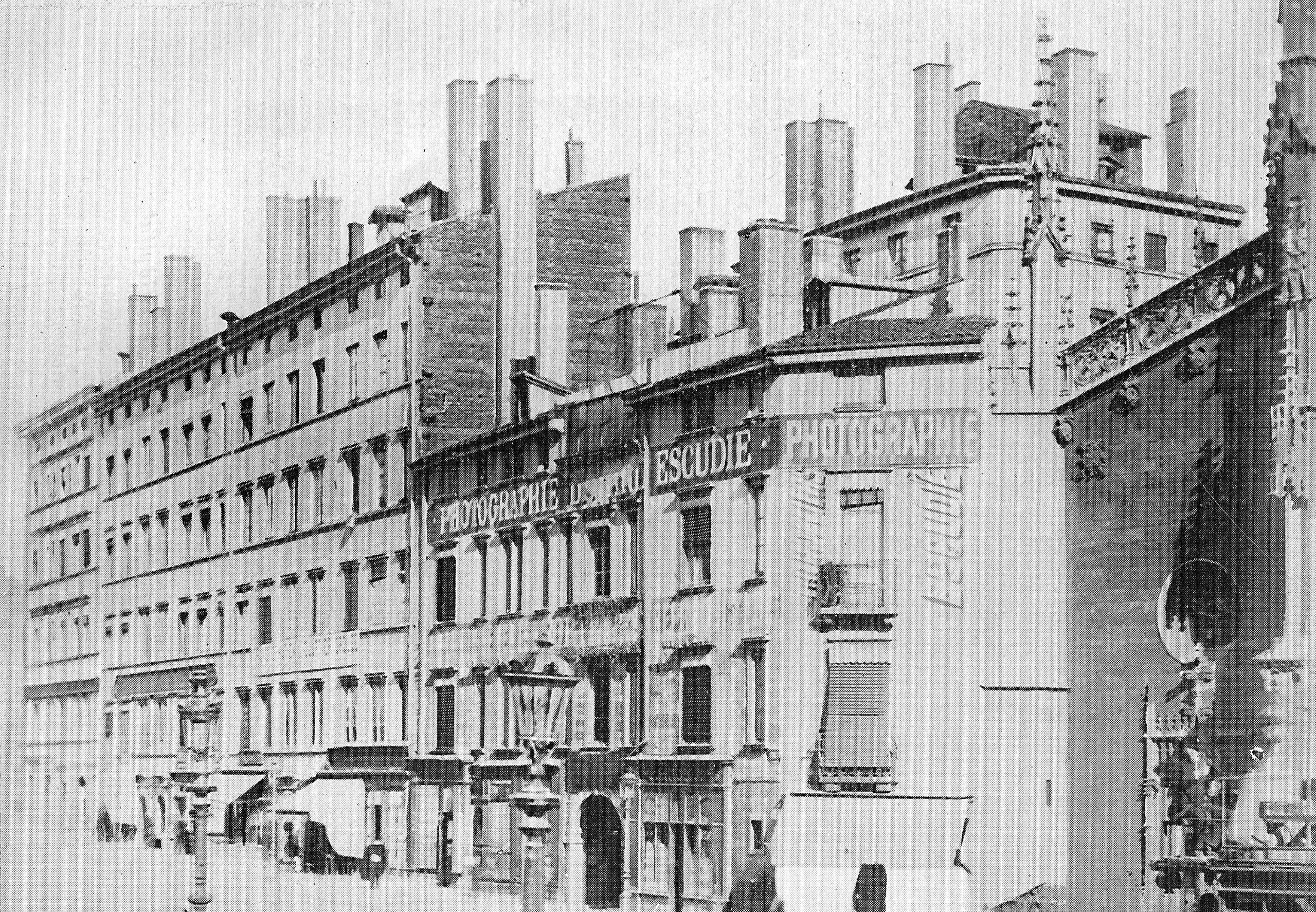
Les maisons sur le flanc est de l'église avant 1890, époque de leur démolition.
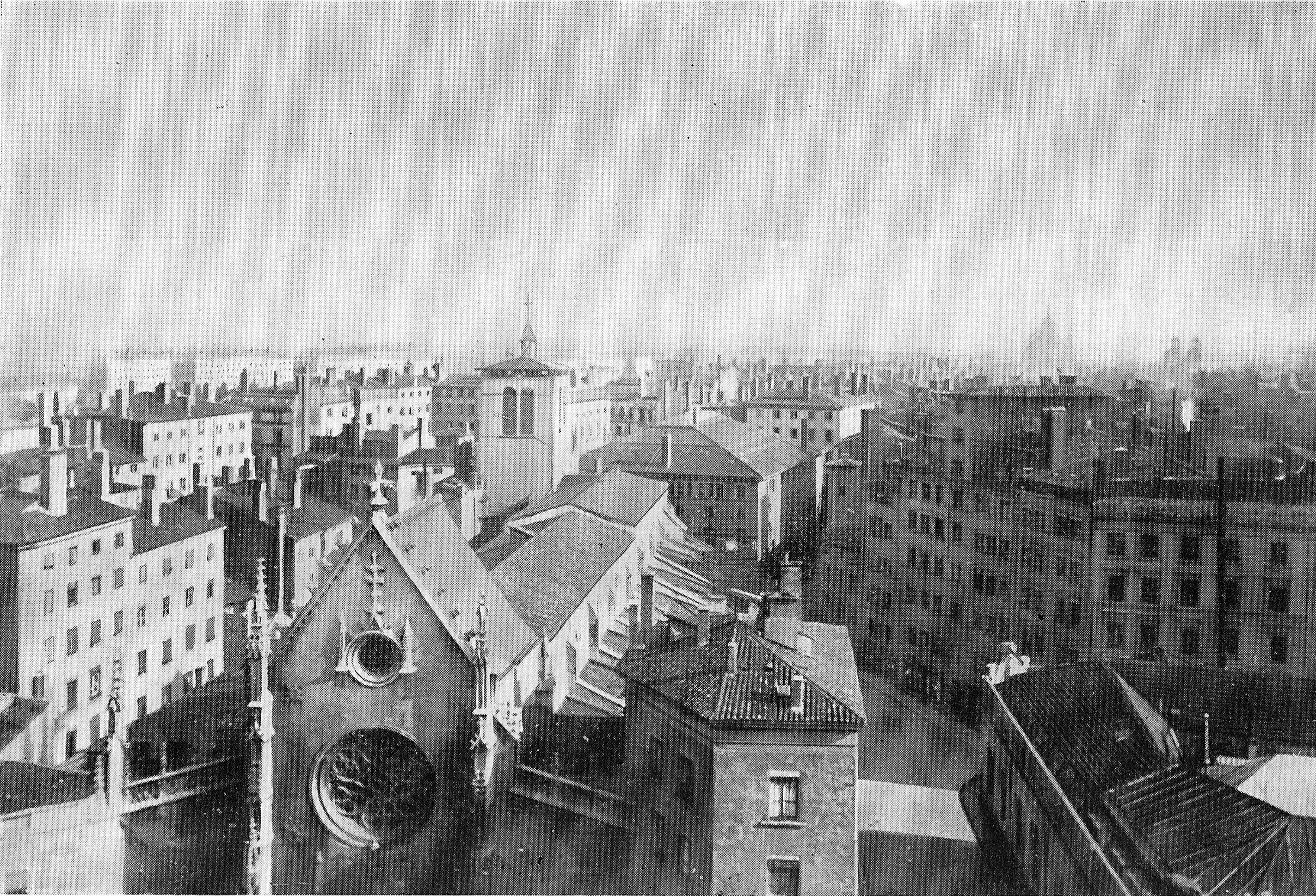
Le quartier Grolée vu du nord vers 1890. Noter la cure dans « l'immeuble des trois façades » à l'ouest qui obstrue la rue Grolée. Le Grand Bazar est déjà construit (angle en bas à droite de la photo).
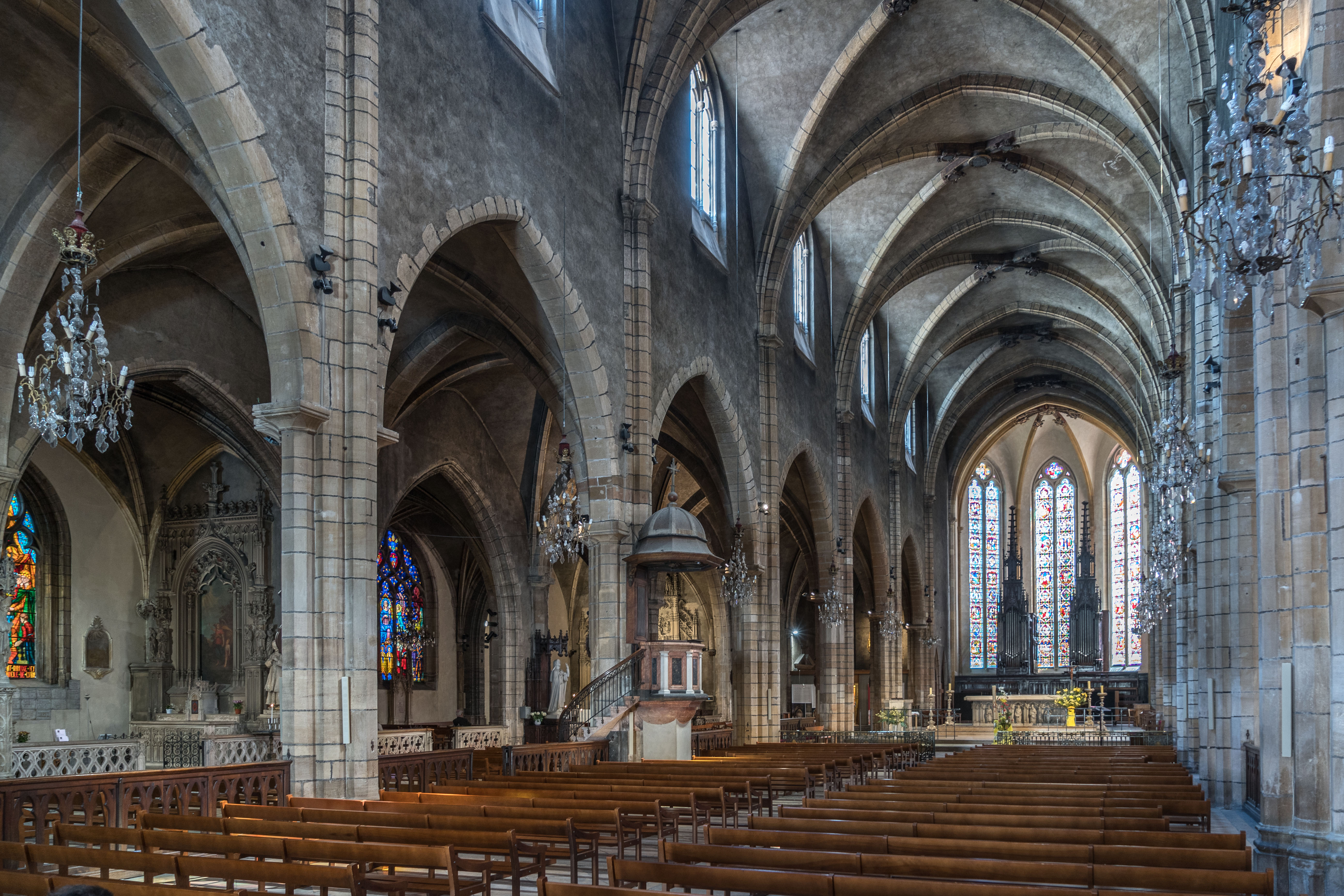
Intérieur de Saint Bonaventure.
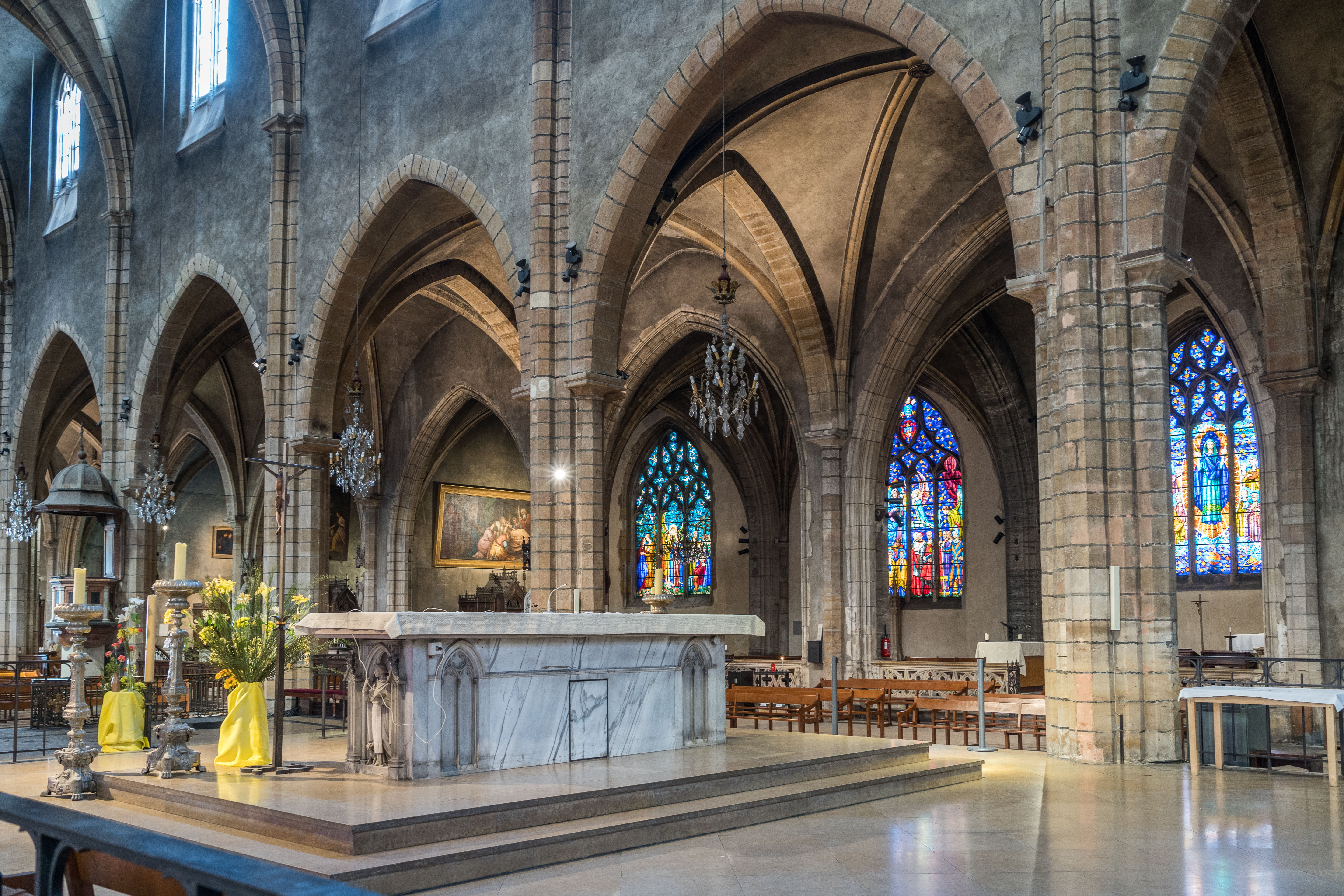
Autel et vue sur la chapelle Notre-Dame.

## Description

### La façade
Du Moyen Âge aux années 1860, la façade était pauvre et dépouillée, comme l'exigeaient les principes franciscains. Elle était crépie sur maçonnerie en pierres non taillées. Les seuls éléments du décor étaient formés par le porche central, les deux porches latéraux et une rose dont le remplage est original, avec six unités circulaires autour d'un cercle central.
Au second Empire, le préfet Vaïsse lance le réaménagement complet de la Presqu'île de Lyon, avec la construction, en face de l'église, du palais de la Bourse, conçu par l'architecte Dardel, de style « Napoléon III » qui tranche avec la pauvreté de l'église qui lui fait face.
L'architecte Claude-Anthelme Benoit est donc chargé de remanier et de mieux décorer la façade décrépie, plus large que haute. Face à ce défi, le maître d'œuvre se voit contraint de doubler la façade existante par un mur de pierres de bonne qualité, monté en « grand appareil ». Toutes les pierres ont la même profondeur (50 centimètres environ) et la même hauteur et peuvent être ajustées de manière fine. Dans le souci de donner de la hauteur à une silhouette trop large du bâtiment, il rehausse le pignon central d'une dizaine de mètres, en créant une nouvelle toiture en ardoise sur la première travée. Il ajoute une seconde rose plus petite, décorée de pinacles latéraux demi engagés et d'une accolade. La bordure de la toiture est fleuronnée et s'achève vers le ciel par une croix, fleuronnée également.
Sur les nouveaux contreforts élargis sont disposées deux statures symétriques, sur consoles animées d'angelots porteurs de blasons et surmontées de baldaquins avec pinacles fleuronnées, ceci pour tirer vers le haut les lignes de force du décor. Les deux statues figurent saint Bonaventure à gauche, et saint Antoine de Padoue à droite, dont les anges tiennent les blasons portant leurs initiales.
Benoit reprend le porche principal, dont la largeur se trouve accrue par le nouveau et profond revêtement en pierres de taille de la façade. Il reprend l'architrave et les voussures, qui passent de six à onze fines colonnettes. Le tympan est remplacé par une verrière décorée de mouchettes et une statue de la vierge Marie prend place au centre, sculptée par Joseph-Hugues Fabisch. Les quatre contreforts centraux et latéraux sont prolongés de pinacles fleuronnés. Une balustrade avec mouchettes souligne les pentes des toits, garnies de petits angelots en consoles. Benoit met en place çà et là des blasons pour achever la décoration de cette façade, vers 1860.
Dans les années 1890 à 1900, l'église est enfin dégagée de sa gangue de vieux immeubles vétustes. La décoration de Benoit est donc naturellement prolongée des deux côtés, avec balustrades en bordure de toit, petites consoles d'angelots et pinacles fleuronnés, mais non sculptés pour l'instant. À gauche, côté Rhône, sont conservés, à la demande de la « fabrique », conseil paroissial de l'époque, les salles de réunion nécessaires pour les activités pastorales et un secrétariat, d'où la dissymétrie de l'ensemble.
La façade de la basilique a été ravalée par la ville de Lyon en 2022 et 2023, avec un cofinancement du diocèse de Lyon. Elle a été inaugurée par le maire de Lyon, Grégory Doucet, le 17 octobre 2023.

### L'architecture intérieure
L'église conçue et bâtie au début du 14e siècle adopte le plan basilical classique, issu de l'Empire romain. Une nef centrale, voutée sur croisée d'ogives, plus haute, flanquée de nefs latérales, également voutées sous croisées d'ogives, sans transept.
Le style choisi, influencé par la pauvreté franciscaine, refuse toute décoration. Les élévations sont très sobres. Ainsi les dix-huit colonnes soutenant les arcs-doubleaux, ainsi que les arcs ogivaux de la grande nef et des nefs latérales n'ont pas de chapiteaux. Seules les petites plateformes qui soutenaient les cintres en bois indispensables pour soutenir les claveaux avant fermeture de la clé de voûte subsistent. Une décoration purement « fonctionnelle », donc. Sachant que le même cintre en bois était réutilisé successivement pour toutes les voûtes, ce qui garantissait la parfaite égalité de leurs dimensions.
Taillées dans une pierre jaune clair naturel, et formés de blocs de dimensions variables, donc « pauvres » et faciles à mettre en œuvre, elles soutiennent un édifice peu élevé à savoir 17,50 mètres pour la grande nef et 10,50 mètres pour les nefs latérales. Vues en coupe, les colonnes ont une forme classique octogonale, en carré. Vues, ou « lues » à l'envers, chaque colonne prolonge, vers le bas, dans sa forme, les quatre arcs-doubleaux et les quatre ogives supérieures et inférieures qui s'appuient sur elle. Sa forme octogonale supporte, jusqu'en bas, les huit charges provenant de la masse et des poussées des voûtes. Cette forme des colonnes est fonctionnelle avant d'être décorative.
La construction ultérieure des quelque dix-sept chapelles latérales viendra modifier complètement la largeur de la basilique, accrue de 5 mètres de chaque côté environ. Alors que l'église primitive mesurait 25 mètres de large, pour la grande nef, et les nefs latérales, elle mesure aujourd'hui entre 35 et 37 mètres, à la suite de la construction des chapelles latérales à partir de la fin du 15e siècle. Ceci pour une longueur totale, inchangée au cours des siècles de 72,50 mètres. Ainsi la basilique est très nettement plus large que haute. Ce qu'observent et ressentent tous les visiteurs.
Le travail architectural de la lumière est intéressant. L'abside comprend cinq longues baies à deux lancettes. Ces baies ont été prolongées vers le bas au 19e siècle, et son exposées plein sud. Ainsi la lumière du soleil est continue, toute la journée. Mais elle tourne avec les heures du jour et vient éclairer d'abord le collatéral, ouest avant le collatéral est. Les baies hautes, de la grande nef, à deux lancettes, éclairent la partie supérieure de l'édifice. Les verrières sont en verre blanc côté Rhône. Les vitraux du côté Saône ont été réalisés dans les années 1940 par Louis Charrat et Joséphine Lamy-Paillet.
On ignore quelles baies des nefs latérales apportaient leur lumière à l’époque de la construction de l’église primitive. Aujourd’hui, les larges baies des chapelles latérales, ajoutées au cours des siècles, dont les verrières sont de splendides vitraux contemporains, apportent lumière, couleur, beauté et fort contenu iconographique, légendé en français. Leur observation est favorisée par leur position basse, à moins de 2 mètres de hauteur en bas de chaque baie.

### Les chapelles latérales: un peu d'histoire

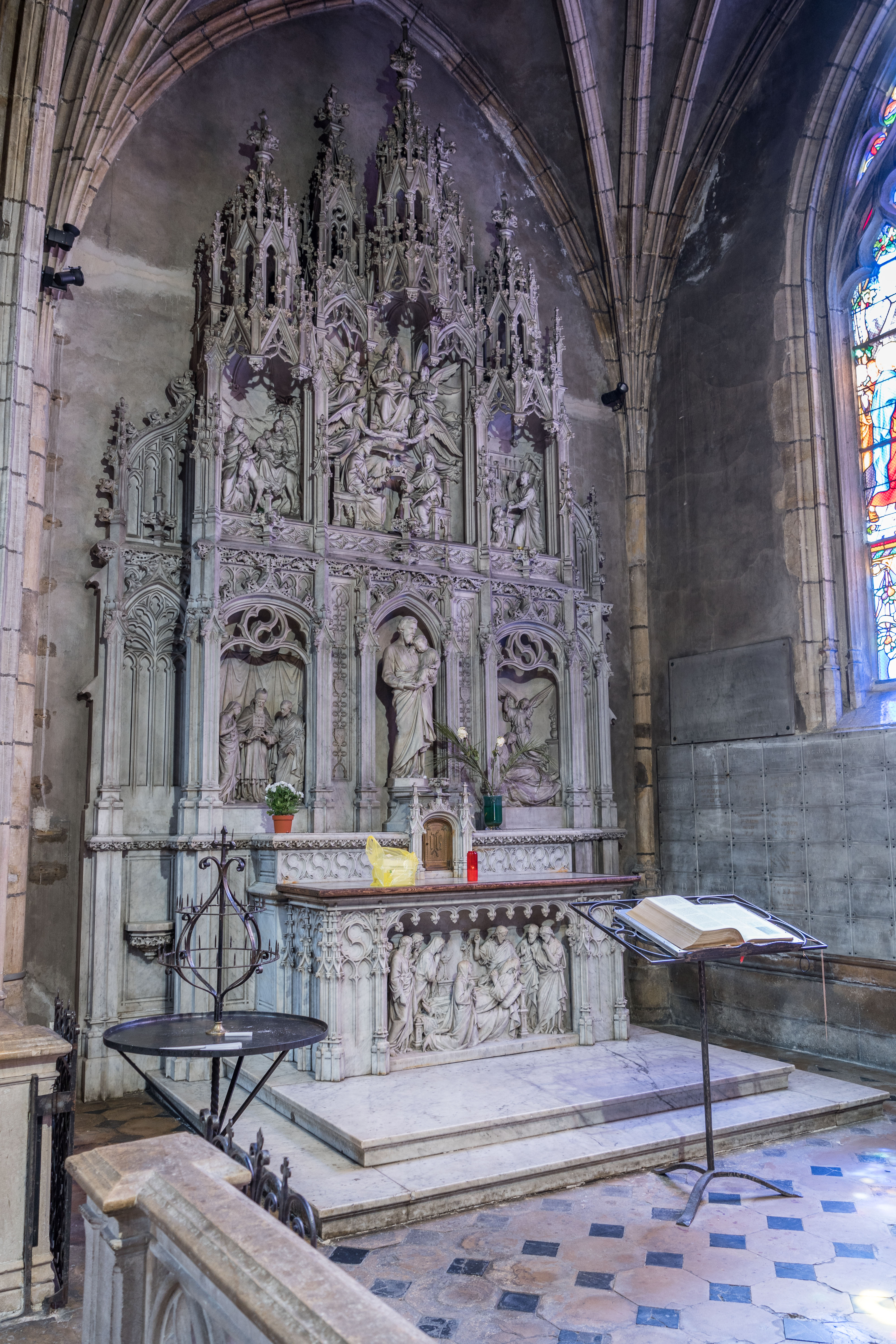
Vue du retable dédié à Saint Joseph, marbre, 1894 (Chapelle Saint-Joseph).

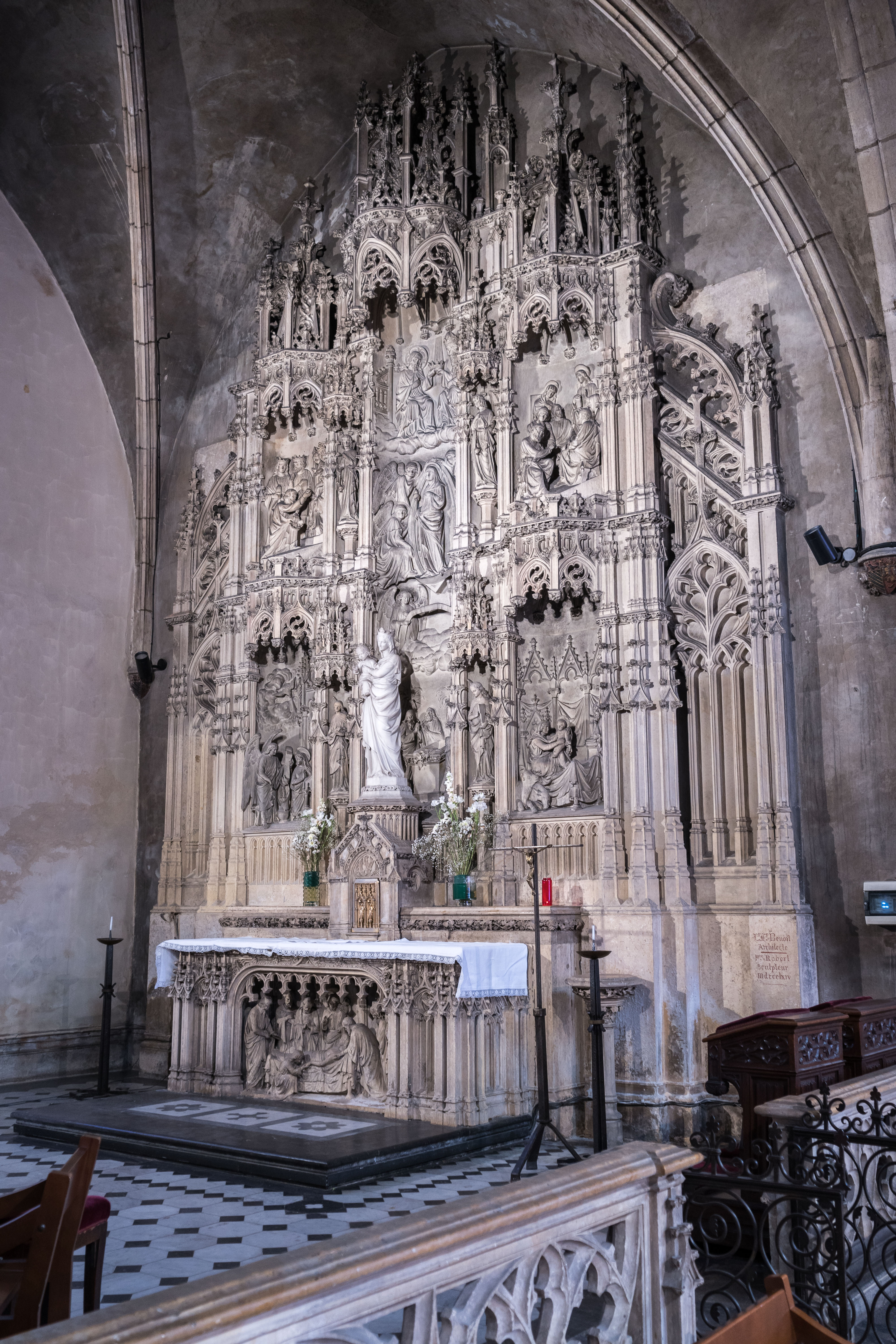
Retable avec autel de la chapelle Notre-Dame.

#### Les confréries de métiers, à l'origine des chapelles latérales
Les confréries de métiers sont des associations de laïcs chrétiens fondées en vue de favoriser le secours mutuel entre personnes du même métier et pour développer une tradition religieuse spécifique. Cette forme de groupement à base religieuse et profane prend un grand développement dans les nations chrétiennes au Moyen Âge.
Elles affirment leur caractère religieux : les confréries avaient pour patron un saint, avec un but spirituel. Elles n'ont pas pour vocation à promouvoir le culte chrétien. En revanche, les confrères accomplissent une pratique religieuse plus ou moins régulière ayant pour « but » d'obtenir l'intercession du saint patron de la confrérie. Aux XVe ou XVIe siècles, correspondant à l'âge d'or des confréries, seules la foi et la prière peuvent garantir contre tous les malheurs du temps : guerres fréquentes, épidémies de peste ou de choléra, mévente des produits, taxations excessives, difficultés économiques et sociales de tous ordres. La protection du saint patron est donc perçue comme seul recours. L'avantage de la prière confraternelle sur la pratique solitaire est que la somme des prières de tous les confrères bénéficie individuellement à chaque confrère. Le secours mutuel cimente les liens au sein de la corporation de métier, dont les ressources provenaient exclusivement de dons volontaires, de legs, de quêtes.
À Saint-Bonaventure, les confréries des métiers vont construire dix-sept chapelles latérales ou absidiales entre le XVe et le XVIe siècle.

#### L'historique des chapelles au17esiècleselon Fodéré et l'abbé Pavy
L'abbé Pavy, dans la monographie qu'il consacre à l'ensemble conventuel des Cordeliers, reprend la description des chapelles faites par Fodéré en 1619.

##### 1 - Côté ouest (à droite en entrant), on trouve du chœur vers l'entrée
Chapelle no  1 : chapelle Notre-Dame, bâtie par Jean Ogii (ou Ogier), probablement le même qui est membre du consulat, riche Lyonnais qui ne débourse pas moins de deux mille trois cents livres viennoises payées aux religieux par son héritier, Guillaume de Durchie. Jean Ogier, l'héritier et sa famille y ont été enterrés. Cette chapelle absidiale est aujourd'hui appelée "chapelle des résurrections" ou "chapelle du Christ".
Chapelle no  2 : chapelle de saint Fortuné (ou saint Fortunat), édifiée par des marchands de Troyes en Champagne en 1345. Aujourd'hui chapelle du Sacré Cœur.
Chapelle no  3 : chapelle saint Joseph, bâtie par la confrérie des tailleurs d'habits. Elle est dédiée à saint Jacques et saint Philippe. Les armoiries de la confrérie sont visibles sur l'arceau de l'arcade : des ciseaux surmontés d'un coquillage. Retable sculpté en marbre représentant Saint Joseph portant l'Enfant (statue du sculpteur Jean-André Delorme), quatre épisodes de la vie de Saint-Joseph (Le Mariage de la Vierge, Le Songe de Saint Joseph, La Fuite en Égypte et L'Atelier du Saint) et le couronnement du saint (œuvre collective du statuaire Vincent Fontan et du sculpteur Gaétan Visconti).
Chapelle no  4 : chapelle dédiée à saint Luc et saint Clair par la confrérie des peintres et vitriers. Elle est aujourd'hui la chapelle du Sacré-Cœur dont l'autel a été ajouté sur ordre de Monseigneur de Neuville. Aujourd'hui, les chapelles 3,4 et 5 ont été fusionnées et forment une seule chapelle appelée "chapelle Saint Joseph"
Chapelle no  5 : dédiée à saint Jean-Baptiste
Chapelle no  6 : chapelle saint Antoine de Padoue, bâtie en 1388 par la confrérie des hôteliers des taverniers.
Chapelle no 7 : chapelle Sainte Elisabeth de Hongrie
Chapelle no  8 : appelée autrefois Notre Dame de pitié, dédiée à St Mathieu. Construite par la confrérie des tondeurs de draps.

##### 2 - Côté est (à gauche en entrant), on trouve du chœur vers l'entrée
Chapelle no  1 : d'abord dédié à saint François d'Assise, puis saint Bonaventure, elle sera dédiée au roi saint Louis par la confrérie des Sergents royaux. Actuellement cette chapelle absidiale a été transformée en sacristie.
Chapelle no  2 : chapelle de l'Assomption, consacrée à Notre-Dame. Elle est construite par tous « ceux qui travaillent en l'art de la soie ». En 1662, elle change de nom et devient Notre-Dame de la délivrance ;
Chapelle no  3 : chapelle saint Nicolas, construite par les bateliers. Au début du XVIe siècle, les troupes du baron des Adrets traversent l'église durant leur pillage et détruisent en partie la chapelle pour faire passer leur artillerie. Elle est rebâtie en 1572 ;
Chapelle no  4 : chapelle Notre-Dame de Grâce. Les chapelles 2, 3 et 4 ont été fusionnées pour former aujourd'hui la chapelle de la Vierge.
Chapelle no  5 : chapelle saint Bernardin. Le peintre Charles de La Fosse, revenu d'Italie en 1664, reçu la commande de dix tableaux pour la chapelle des Gonfalons à Lyon. Il n'en fit que deux : la Visitation et l'Adoration des Rois. Aujourd'hui chapelle du curé d'Ars.
Chapelle no 6 : chapelle bâtie par Simon de Pavie et appelée chapelle de l'Annonciation.
Chapelle no 7 : chapelle dédiée à Saint Michel. Construite autrefois par la confrérie des revendeurs.
Ces chapelles ont toutes été ravagées pendant la révolution française. Rien ne subsiste de leur description au début du XVIIe siècle.

### Les chapelles latérales: description pour aujourd'hui
Les chapelles sont décrites depuis l'entrée de droite, coté Saône, vers le chœur, puis la description traverse ce dernier et reprend sur le coté gauche, du sud vers le nord. Les verrières font l'objet d'un chapitre spécial, ci-dessous.

#### Chapelle de laPietà.
C’est l’ancienne chapelle « Saint-Matthieu » fondée et construite par la Confrérie des Tondeurs des draps en 1623. C’est la seule chapelle qui s’ouvre par un majestueux arc en plein cintre, encadré par des pilastres sculptés de chaque côté. Le blason qui orne le haut de l’arc représente des « forces » sorte de grands ciseaux, signe de la confrérie des tondeurs de draps.
Le retable est un don de l’abbé Marduel, curé de Saint Bonaventure en 1852, qui était un grand ami de Frédéric Ozanam. Il a été conçu par l’architecte Agnisetti, autour d’une piéta, c’est-à-dire une sculpture représentant Marie tenant le corps de son fils Jésus, après la descente de croix. Le bas-relief au centre du devant d’autel représente le monogramme de Marie par les deux lettres entrelacées : AV (Ave Maria). Le confessionnal est le seul meuble de ce type de la basilique qui ne soit pas de style « néogothique ». Sa couleur claire, ses courbures dépouillées révèlent un style « Restauration », donc du début du 19e.

#### La chapelle Sainte Jeanne d’Arc
L’autel et le retable datent du XIXe, dans le style Renaissance italienne, ou néo-classique. La statue du retable, en grandeur nature, représente sainte Jeanne d’Arc et date du début du XXe siècle. Le style est assez hiératique, presque militaire. Deux belles colonnes soutiennent un fronton horizontal à corniches, dorées en partie. La « pucelle » comme on l’appelait à l’époque, tient fièrement sa grande épée, verticalement et son regard est droit vers l’horizon. Le tableau placé au-dessus du confessionnal a été peint par Charles Auguste Chavard (1810-1885) élève d’ Ingres, représentant le miracle de la rose par sainte Elisabeth de Hongrie. À l’insu de son mari le roi, elle cache dans son manteau les pains qu’elle voulait distribuer aux nécessiteux. En ouvrant son manteau, surprise par son époux, les pains avaient été changés en roses. Il est malheureusement peu visible. Le confessionnal de style « gothique troubadour », comme presque tous les autres, a été construit en noyer massif. Il est flanqué de deux placards doubles, joliment patinés. Le pavement de cette chapelle est formé de dalles funéraires anciennes, réorganisées au XIXe autour des différentes tombes, qui ont été réunies dans cette chapelle.

#### La chapelle Saint Antoine de Padoue
Elle a été construite par la Confrérie des peigniers, les fabricants de peignes, en 1567. La chapelle a conservé de l’époque de la construction, une belle voûte en simple croisée d’ogives dont les arcs sont ornés à leurs extrémités, de culs de lampe représentant les quatre symboles des quatre évangélistes (bœuf, lion, ange et aigle). Le bas-relief de l’autel en noyer par Fontan (XIXe) évoque l’enfance du Christ dans l’atelier de Nazareth. Marie domine la scène avec gravité. Le roi David, dans la niche, rappelle la filiation divine de l’enfant.
Le retable a été fabriqué avec une partie de l’ancien buffet d'orgue, est néogothique du XIXe. À gauche statue en bronze de saint François, et à droite statue en bronze de saint Pierre d’Alcantara. Au centre du retable, le tableau du XVIIe siècle représente saint Antoine de padoue en conversation avec l’enfant Jésus.
Face à l’autel, le reliquaire dessiné par Claude-Anthelme Benoit, contient une petite relique de saint Bonaventure et de saint Antoine. À l’entrée de la chapelle, à gauche, belle statue de bronze représentant saint Antoine de Padoue exécutée par Fontan en 1896. Le Saint tient une fleur de lys dans la main droite et porte l’enfant Jésus sur son bras gauche. Ce dernier approche sa petite main du visage du Saint.

#### La chapelle Saint Joseph
Elle est formée de trois chapelles séparées de style gothique, réunies en une seule, en 1839. On peut y entrer directement par la porte donnant sur la rue Grôlée. Son autel a été sculpté dans le marbre et date de 1893. Son bas-relief représente la mort de saint Joseph soutenu par Jésus entouré de Marie et de quelques disciples. Le retable très spectaculaire a été réalisé en 1893 dans le style gothique « flamboyant » ou « gothic revival » typique de la fin du XIXe siècle style très présent partout dans les chapelles latérales de la basilique. La statue de saint Joseph portant l’enfant Jésus, en position centrale ; a été sculpté par Delorme, élève de Hugues-Joseph Fabisch. Sont répartis ici ou là des scènes de sa vie : le triple songe pendant lesquels un ange du Seigneur lui apparait a été rapporté par Saint Matthieu, la fuite en Égypte, son mariage avec Marie, selon la liturgie hébraïque, son atelier de charpentier. Le tout culmine par saint Joseph arrivant au ciel.
La voute de l’ancienne chapelle la plus au sud est traitée en gothique flamboyant, avec liernes formant une croix en partie centrale et tiercerons partant en forme de V vers les piliers de la croisée d’ogives. À gauche de l’entrée par la rue Grolée, une huile sur toile, l’Adoration des Mages, est une copie inspirée de Jacopo Bassano, célèbre peintre vénitien de la fin du XVIe siècle (1516 - 1592). Au sommet de l’arc d’entrée, la paire de ciseaux dans une coquille évoque les armes de la confrérie des tailleurs d’habits.

#### La chapelle du Sacré Cœur
Construite par la riche confrérie des Marchands de Troyes, entre 1519 à 1538, c’est la plus belle et la mieux décorée de toutes les chapelles latérales de Saint Bonaventure. Les éléments ont été dessinés par Claude-Anthelme Benoit vers 1856. L’ensemble du style gothique flamboyant rappelle celui de la chapelle des Bourbons à la cathédrale Saint Jean. Elle en exprime l’exubérance. La croisée d’ogive est remplacée par un ensemble complexe de nervures, liernes et tiercerons, et autres fantaisies. Au croisement de toutes ces nervures, dix-neuf clés de voûte finement ouvragées et légèrement pendantes, étaient autrefois décorées à l’or fin.
Le devant d’autel est un bas-relief, malheureusement en mauvais état, qui représente la Nativité. Il a été sculpté par Jean-Pierre Robert, vers 1860. Le retable est très richement sculpté, avec de nombreuses niches garnies de statues d’anges. Deux d’entre eux entourent la statue du Sacré Cœur en position centrale. Ce retable est se hausse 5 mètres et est donc difficile d’accès. Tout nettoyage « ordinaire » y est impossible. Il est donc poussiéreux en attendant une rénovation lourde. Quatre statues, installées sur les quatre angles de la chapelle représentent les quatre évangélistes. Et les symboles qui leur sont attachés : l'homme pour Mathieu, le lion pour Marc, le bœuf pour Luc et l’aigle pour Jean. L’entrée de la chapelle, est encadré par deux statues représentant symboliquement la Foi et l’Espérance, sculptées par Jean-Pierre Robert. Entre les deux baies vitrées, c’est la Charité, la troisième vertu théologale, qui est représentée par une femme tenant un enfant dans chaque bras. Le tableau est peu visible, car placé au-dessus du confessionnal, en noyer et de style néogothique. C’est une huile sur toile représentant le miracle eucharistique de saint Jacques de Compostelle.

#### La chapelle de la vierge (côté gauche, Rhône)
Elle est formée de trois anciennes chapelles de confréries qui ont été fusionnées par abattage des murs de refend qui les individualisaient. Le chœur correspond à l'ancienne chapelle dédiée à saint Bonaventure. Son corps avait été déposé dans le cloître, derrière celle-ci. L’autel de style gothique « troubadour » très chargé est surmonté d’un très imposant retable, dessiné par les Benoît père et fils, et sculpté en pierre de Cruas de couleur jaune, par Jean-Pierre Robert en 1864. Il comprend plusieurs niches : à gauche, l'annonciation et l’adoration des mages. À droite, la crèche et le recouvrement de Jésus au temple de Jérusalem par Marie et Joseph (Luc 2, 41-52).
Au centre, au-dessus de l’assomption et du couronnement de la Vierge est sculptée la découverte du tombeau vide. Sous le vitrail, central, un monument a été érigé en reconnaissance à l’abbé Pater, curé de 1844 à 1859, qui a beaucoup œuvré à la restauration de l’église. Le grand tableau du mur de gauche,  au-dessus du confessionnal, est décoratif mais énigmatique. On est convenu de l’appeler « mort d’une sainte » faute de déterminer laquelle. Les palmes agitées par des femmes en arrière-plan à droite suggèreraient une martyre. Aucun indice de cette toile n’indique que la sainte soit Marie, ou sa mère Sainte Anne.
La voûte de la partie centrale est baroque. À la croisée d’ogives, qui supporte les voutes et en rejette le poids vers les quatre piliers, se superpose un ensemble complexe sous forme de deux triangles recroisant les rainures des ogives. Inutiles pour la structure, mais purement décoratives. Le monogramme en position centrale représente symboliquement le Christ (IHS) et la Vierge, avec signature de Simon de Pavie.

#### La chapelle des anges gardiens, dite ducuré d’Ars
C’est l’ancienne chapelle dédié à saint Bernardin de Sienne en 1534, du temps de la corporation des bouchers, puis chapelle des anges gardiens. Entre 1855 et 1863, l’architecte Claude-Anthelme Benoit travaille désormais avec son fils Louis-Frédéric, et ils se voient confier la réalisation d’un autel et son retable, sur le thème des anges gardiens. Ils mettent en place une composition fine et élégante comprenant un devant d’autel à motifs quadrilobés et un retable orné d’anges musiciens servant de cadre à un tableau central. Deux statues de ces chérubins flanquent les deux côtés du retable, cependant que six angelots musiciens colorés s’inscrivent dans des cercles ornant le sommet du tableau, sous les arcs ogivaux. Les père et frère Benoit utilisent un gothique relativement léger, peu chargé, plus arachnéen. Ce style délicat et touchant devait inviter le chrétien à suivre le chemin montré par l’ange du tableau pour aller vers le paradis un jour. Cette vision idyllique est accentuée par la couleur bleue de la peinture des voutes et les rehauts des nervures. Couleurs que le poids des ans et le manque d’entretien ont fait disparaitre, sauf localement. La rencontre de Jésus avec la Samaritaine au-dessus du confessionnal, à gauche a été peint par Léonard Lagarde, au XIXe.
À droite, la statue du père Jean-Marie Vianney, le saint Curé d’Ars a été mise en place après sa canonisation en 1929. À gauche, la statue de sainte Philomène lui fait face. Sur les piliers extérieurs, les petites statues de saint Claude et saint Henri, rappellent les prénoms des bienfaiteurs Claude et Henri Aymard, issus d’une riche famille lyonnaise, et qui ont soutenu financièrement à la restauration de cette chapelle. Les ogives de la voûte reposent sur les symboles des quatre évangélistes : homme, lion, taureau, ange selon l’ordre de ces évangiles dans le nouveau testament.

#### La chapelle des fonts baptismaux
Fondée en 1497 par les corporations des revendeurs, poulaillers, fromagers, et chandeliers, elle était autrefois dédiée à saint Michel. L’autel en pierre beige est daté du XIXe. Il était partiellement doré et un motif floral, dont il reste des traces sur le coté droit, décorait les six lancettes de sa façade. Il n’y pas de retable, une rare exception dans la basilique. En revanche, est disposé sur cet autel un très beau groupe en chêne, rénové en 2023 par la commission « Patrimoine », le baptême du Christ. Légèrement en dessous de la taille normale, se dresse Saint Jean Baptiste, versant de l’eau sur le front de Jésus-Christ, agenouillé, bras croisés sur le cœur. Il a été sculpté en 1850 par Antoine Cubisole, (1811 – 1877) qui fut élève de Léopold de Ruolz à l’école des Beaux-Arts de Lyon. On doit également à ce sculpteur les deux statues de Moïse et Elie qui ornent la voute d’entrée, à gauche et à droite.
Au sol, le pavement est formé de dalles carrées en calcaire avec écoinçons quadrilobés en pierre noire. La cuve baptismale est octogonale, symbole de la vie nouvelle. Son couvercle de chêne est orné de belles ferrures découpées, en relief. Il a été rénové en 2024. La clef de voûte de l’arc d’entrée, une main tenant une balance, représente la corporation des revendeurs. La voûte ne comporte pas de clef armoriée ou à chiffre, mais est divisée par des nervures lancéolées en quatre doubles feuilles et ponctuées de cinq petites clefs pendantes.
Seules quatre chapelles de la basilique sont ornées une décoration des voutes autres que la simple croisée d’ogives, à savoir une décoration baroque du gothique tardif appelé aussi gothique flamboyant. Celle des fonts baptismaux donc, la partie centrale de la chapelle de la vierge, celle du Sacré-Cœur et celle de Saint Joseph dans sa partie méridionale.

### Les verrières (ou vitraux)
Le 2 septembre 1944, les armées allemandes en déroute font sauter, avec de lourdes charges d’explosifs, le pont Lafayette, tout proche de la basilique. Une grande partie des vitraux est soufflée par l'explosion. Ceux qui subsistent, datant du XIXe siècle, parfois abimés, seront maintenus avec ou sans restauration. Les baies laissées vides par l'explosion seront garnies de vitraux contemporains entre 1945 et 1965, créés par Louis Charrat pour le dessin et Joséphine Lamy-Paillet pour le travail du vitrail proprement dit.

#### Les vitraux duXIXesiècle

##### Les vitraux de l'abside et de la chapelle absidiale droite
Les trois baies axiales, très hautes, sont décorées par trois vitraux à deux lancettes. La plus à droite, côté ouest ne comprend qu'une lancette. Réalisés par Émile Thibaud, maître verrier clermontois, dans les années 1840, ils reprennent la typologie des œuvres du XIIIe siècle, comme à Chartres ou à Notre-Dame de Paris. Les lancettes sont divisées en carrés, dans lesquels s'inscrivent des médaillons circulaires. La coloration est également typique de cette époque, avec dominante de rouges et de bleus francs. Chaque médaillon détaille une scène de la vie du Christ, de la Vierge ou de Saint Bonaventure. Cela dit, la lecture de ces scènes est rendue difficile par leur petitesse et la grande distance qui les sépare de l'œil de l'observateur. En revanche, une belle lumière inonde le chœur entre dix heures et quinze heures, ces verrières étant exposées plein sud.
On retrouve le même schéma de composition dans la grande verrière à trois lancettes et huit ajours de la chapelle absidiale de droite, réalisées également par le maître de Clermont-Ferrand, Émile Thibaud. Tous ces vitraux ont été abimés par l'explosions du 2 septembre 1944, puis réparés par l'atelier de Joséphine Lamy-Paillet.

##### Les vitraux de la chapelle Saint-Joseph
Les deux vastes baies à quatre lancettes et onze ajours ont été garnies de vitraux, dont la composition est l'œuvre de Louis Steinheil, peintre décorateur, réputé comme cartonnier de vitraux pendant les quarante ans pendant lesquels il travaille en relation avec Eugène Viollet-le-Duc. Réalisés en 1854, dans le style de la Renaissance italienne, ils représentent la nativité de Jésus, puis l'adoration des bergers et des mages, sur fond de perspectives architecturées. Les expressions des visages et des postures, légèrement maniérées, identifient le rôle de chaque personnage.
Pour la première baie, au sud et de gauche à droite, on distingue le mariage de Marie et Joseph, béni par un prêtre revêtu des vêtements sacerdotaux judaïques. Au premier plan des enfants jouent sur un sol carrelé bleu et blanc, couvert de fleurs, et la foule, en arrière-plan, exprime sa joie. La troisième lancette montre un Joseph endormi dans le songe au cours duquel l'ange du Seigneur lui annoncera la naissance virginale de Jésus. Marie, en arrière-plan, reçoit l'annonce de l'ange Gabriel. Il est vêtu d’une longue robe rouge. Des outils de charpentier jonchent le sol.
La seconde baie, à droite de la précédente, illustre successivement l'adoration des bergers dont l'un se prosterne devant Marie. Elle ajuste un voile au-dessus de la crèche surélevée où dort l'enfant Jésus. Joseph regarde la scène. Bœuf et âne complète le tableau traditionnel. Les deux lancettes suivantes montrent l'adoration des trois mages, habillés de longues capes colorés, dont un mage noir enturbanné, comme le veut la tradition. Un autre mage au long manteau vert offre un ciboire, contenant l'encens ou la myrrhe.
Les constructions plus ou moins en ruines, le voile tendu de Marie, le sourire du mage noir, la multiplication des détails, comme les fleurs jonchant le sol, ou les détails des vêtements et leurs accessoires illustrent les références à la peinture de la renaissance italienne, comme on la trouve chez un Bassano, par exemple. Pour garnir le bas de ce grand tableau, Louis Steinheil y place un long bandeau sur fond bleu, garni de guirlandes de feuillages et d'acanthes surmontant des phylactères entrelacés reprenant des extraits de l'évangile selon Saint Luc, en latin. La présence d'anges botticelliens dans les ajours du tympan s'inscrit dans la même cohérence « renaissance italienne »

##### Les vitraux de la chapelle du Sacré-Cœur
Leur style est très différent. Ils ont été réalisés par Charles-Laurent Maréchal, dit « de Metz » (1801–1897). Quatre lancettes à trois ajours chacune représentent quatre patriarches, présentés sur fond clair, soutenus par des consoles richement travaillées ainsi que les baldaquins qui les surplombent. Tout cela dans le style « retour au gothique » ou « gothic revival » en anglais, présent partout dans la basilique. Ce mouvement artistique, également très présent en Angleterre, aux États-Unis et en Allemagne va durer de 1850 à 1900 environ.
De gauche à droite on distingue en peinture sur verre, le roi David, muni de la grande harpe avec laquelle il chante les psaumes dont il invente paroles et musique, puis Moïse, descendant du Sinaï et qui portent les lourdes tables de la Loi, gravées dans la pierre. Suivent vers la droite Abraham, armé du grand couteau avec lequel il ne sacrifiera pas son fils Isaac, et par le roi et prêtre Melchisédech, compagnon d'Abraham, portant le pain et le vin, symboles prophétiques du judaïsme et du christianisme.
La peinture sur verre permet le bon rendu du modelé et des détails. Associée à une moindre ramification du plomb, elle utilise de larges plaques de verre blanc, laissant passer la lumière. Ce fond de décor fait ressortir les silhouettes et les drapés des personnages bibliques.

#### Les vitraux duXXesiècle
Les allemands en déroute font sauter tous les ponts de Lyon, le 2 septembre 1944, dans l'espoir de ralentir la remontée des alliés, débarqués en Provence le 15 août. Mais deux ponts n'ont pas sauté. En moins de vingt-quatre heures, le génie américain lancera des ponts provisoires. L'avancée des alliés n'est pas retardée par cette tentative désespérée des Allemands, qui risquent d'être encerclés par les troupes de Normandie et celles de Provence, qui vont bientôt faire leur jonction.
Neuf baies de Saint Bonaventure ont volé en éclats et sont irréparables. Entre 1945 et 1965, sur une durée de vingt ans, ces neuf baies vont retrouver leurs vitraux, chefs-d'œuvre réalisés sur la période, par les dessins de Louis Charrat, transcrit dans le verre par Joséphine Lamy-Paillet, dans son atelier Vitrail Saint-Georges au cœur du vieux Lyon. Ces neuf vitraux forment un bel ensemble de l'art du vingtième siècle. Ces œuvres sont résolument modernes par leurs couleurs, leurs larges compositions embrassant toute la baie, leur dessin figuratif, stylisé dans les attitudes et sur les visages, leurs légendes en français et leur position basse qui en facilite l'observation. Ces verrières forment aujourd'hui le fleuron actuel de la basilique. Ils illustrent l'histoire de France, celle de Saint Bonaventure, de la basilique. À ces pages d'histoire succèdent des pages d'évangiles développant les vies de Marie, de Joseph et du Christ.

##### Le dessin des verrières ou «cartons»
On les doit à l'artiste lyonnais Louis Charrat né à Fontaines-sur-Saône, près de Lyon le 19 octobre 1903 et décédé le 12 août 1971. Ce peintre lyonnais réalise des portraits, des scènes intimistes d'intérieurs, des natures mortes, des paysages. Il entre à l'école des Beaux-Arts de Lyon en 1920 où il est l'élève de Georges Décôte, vitrailliste de la basilique Notre-Dame de Fourvière. Médaillé d'honneur de la Société Lyonnaise des Beaux-Arts, il reçoit le Prix de Paris au Salon des Beaux-Arts en 1934. Ses cartons sont transformés en verrières par l'atelier de Joséphine Lamy Paillet pendant les années 1940 à 1965.
Le parcours des neuf verrières décrit ci-dessous commence dans la première chapelle latérale de gauche, en entrant, côté Rhône. C’est la chapelle Saint-Jean-Baptiste, avec son baptistère. Six verrières suivront côté Rhône. Le parcours traversera la nef pour rejoindre la chapelle Saint-Joseph et reviendra vers le porche ouest, côté Saône pour les trois dernières verrières.

##### La verrière du baptême de Clovis
Située très logiquement en arrière du baptistère, la grande fresque du baptême de Clovis veut rappeler l'histoire du premier roi chrétien de France. Inaugurant ainsi une succession de près de quinze siècles de rois chrétiens, et rendant officiel le christianisme dans l'ancienne Gaule, devenue province de l'Empire romain. La légende en français, et non en latin, indique « Saint Rémy baptise Clovis le jour de Noël 496 ». Une grande tringle à rideaux relie les quatre lancettes un peu en dessous du remplage. Elle ferme la composition et sépare les blasons sur fond bleu du remplage. Un rideau rouge et orangé est fermé derrière les trois évêques et le roi des Francs, mais ouvert sur les témoins. Les lances des soldats ferment la composition ainsi qu'un cheval, un groupe de femmes, élégantes assistent à la scène. Clovis a jeté son épée et son manteau rouge et croise les mains sur la poitrine en signe d'humilité. Les couleurs vives, rouges, jaunes et vert émeraude sont réparties dans tout le tableau.

##### La verrière deCharlesVIIIet Simon de Pavie
La légende, en lettres de couleurs variées indique « Simon de Pavie, médecin et conseiller des rois de France, et bâtit cette chapelle en 1471 ». Mais la verrière représente surtout l'annonce faite à Marie, qui se tient à droite, toute drapée et auréolée de bleu, debout sur un tapis de fleurs et entourée par un grand vol de colombes, montant jusqu'au ciel. L'ange Gabriel déploie ses grandes ailes, colorées en orange, vert et jaune : des couleurs rares chez les anges. Mais c'est le génie de Louis Charrat de les peindre ainsi. Elles vont effleurer Jean de Pavie, à genoux et en prière, grand bienfaiteur du sanctuaire, car a financé trois travées supplémentaires de l'église dans les années 1470. À gauche, le roi de France Charles VIII en drapé bleu fleurdelysé est passé à Lyon en 1494 sur le chemin des guerres d'Italie. Très dévot envers saint Bonaventure, il a financé un riche reliquaire pour honorer les reliques du saint.

##### La verrière Saint Bonaventure
Au centre de cette verrière à trois lancettes, le cardinal saint Bonaventure, décédé en juillet 1274, en plein second concile de Lyon. Sous en vaste baldaquin jaune d'or, redescendant à gauche et à droite, le Saint occupe la lancette centrale. Il est revêtu de sa pourpre cardinalice. Son chapeau et son blason figurent à ses pieds, encadrés par deux cierges. Il est coiffé de sa mitre d'évêque. À sa gauche, le pape Grégoire X, avec sa tiare pontificale et son vêtement liturgique jaune d'or est assis, devant l'évêque Pierre de Tarentaise, dont brillent les gants vert émeraude. À droite, la société laïque est représentée par un enfant, un riche seigneur couronné, appuyé sur son épée, un jeune homme et une jolie femme coiffée de son hennin. Leurs vêtements associent le rouge, le bleu, le vert émeraude, un chatoiement qui contraste avec la dominante jaune d'or des dignitaires à gauche. On retrouve l'art de Louis Charrat dans l'équilibre de la composition et le choix des couleurs .

##### Les trois verrières de la chapelle de la Vierge: l'Immaculée Conception
Le maître vitrailliste choisit la très large baie centrale à cinq lancettes pour composer un tableau d'une rigoureuse symétrie. Ceci pour que le regard de l'observateur, comme celui des acteurs du tableau se focalise au centre, vers la Vierge Marie. Sous le tympan de couleur bleu outremer, puis bleu ciel, elle est assise au centre dans une mandorle, superbement drapée de bleu. Deux anges aux ailes roses l'encadrent. Ils sont à genoux sur la légende du vitrail : « Pie IX proclame le dogme de l'Immaculée Conception le 8 décembre 1854 ». À l'extrême gauche, le pape est debout, coiffée de sa tiare, et abrité par des éventails en plume d'autruche. Assis à ses pieds, un évêque, Monseigneur Eugenio Pacelli, qui sera le pape Pie XII, à la date de création du vitrail vers 1950. Pour le même motif historique, on reconnaît devant eux, le cardinal Pierre Gerlier, archevêque de Lyon de 1937 à 1965, et Monseigneur Ancel, son évêque auxiliaire. Ce dernier porte sa longue traîne cardinalice sur son bras gauche. À droite, le rouge et le mauve dominent pour d'autres hauts personnages religieux ou civils, protégés par un garde suisse et sa hallebarde. L'enfant haut perché qui regarde la scène représente le peuple de Dieu. Les blasons pontificaux des deux papes garnissent le haut du tympan, sur fond de ciel étoilé.

##### Visitation, Annonciation et Nativité
Ces trois grands évènements de la vie de Marie sont représentés sur la baie à trois lancettes, à gauche de la grande baie décrite ci-dessus. De gauche à droite, on reconnaît Marie saluant sa parente Élisabeth, enceinte du futur Jean Baptiste depuis six mois, puis l'Annonciation par l'Ange Gabriel, penché sur Marie, comme s'il voulait lui parler à l'oreille. Et enfin la Nativité avec Joseph, l'enfant Jésus enveloppé de langes, comme le dit Saint Luc, avec le bœuf et l'âne traditionnels, la crèche en bois un peu haute, le décor Renaissance de ruines en bois. Marie reste toujours drapée dans une grande cape bleue. Le sol est jonché de fleurs multicolores . Une profusion d'oiseaux blancs vole dans le ciel étoilé, jusqu'en haut du tympan.

##### La fuite en Égypte
Pour clore le chapitre de la Nativité, dans la chapelle Saint Joseph, Louis Steinheil, peintre décorateur, réputé comme cartonnier de vitraux pendant les quarante ans pendant lesquels il travaille en relation avec Eugène Viollet-le-Duc, avait poursuivi vers le nord une dernière verrière, sur le thème de la fuite en Égypte, vers 1851. Mais cette derrière fut entièrement soufflée le 2 septembre 1944 à la suite de la destruction du Pont Lafayette par les Allemands en retraite. Très logiquement, elle fut remplacée, vers 1960 par une verrière signée de Louis Charrat et Joséphine Lamy-Payet. À gauche un ange couvre la scène. Ses ailes sont orangées et dépassent dans la lancette de droite. Il est vêtu d'une grande cape vert émeraude. Sa main indique la direction que doit prendre Joseph. Et il dit à Joseph, comme la légende l'indique : "Prends l'enfant et sa mère, et fuis en Egypte. Joseph se leva et partit en Egypte". Marie porte son enfant sur son cœur. Son voile bleu contraste avec une cape orangée et mordorée. Au sol, c'est un massif de tulipes ferme la composition. Dans le ciel, strié de bandes rosées, la lune et les étoiles brillent sur fond bleu clair ou foncé, selon les découpes du verre. Le firmament se poursuit dans le remplage.

##### L'ascension du Christ
Dans la chapelle de Saint Antoine de Padoue, c'est un Christ en gloire, s'élevant vers le ciel qui éclate au centre de la verrière. Drapé dans une cape orangée, et entouré d'une mandorle rayonnante, reprise par deux arcs ogivaux dans le ciel, Jésus qui monte, dit à ses apôtres, comme la légende l'indique "Allez dans l'univers entier. Prêchez l'évangile à toute créature". Puis la légende poursuit "Après leur avoir ainsi parlé, le Seigneur Jésus fut enlevé au ciel". A droite et à gauche, un groupe de disciples, à genoux ou debout, regarde leur ami et maitre montant vers son Père. Marie, vêtue en bleu et rouge, comme les deux apôtres à genoux, regarde aussi la scène depuis la droite. On retrouve une pelouse garnie de fleurs. La légende en bas de verrière affiche toute la polychromie à dominante jaune, rouge, orange brut et vert acide, présente dans toute la verrière.

##### Le Christ en croix
Pour cette verrière, la polychromie va traduire le tragique de la scène. Le ciel est strié de bandes rouges et violacées. Il donne l'impression de saigner. Les deux bras de la croix s'allongent de manière exagérée à droite et à gauche, parallèlement aux rayures du ciel. Tout ceci contribue à l'élargissement volontaire de la composition. À gauche, un groupe de soldats romains tirent au sort les vêtements dont ils ont dépouillé le condamné. Plus près de la croix, le disciple Jean, ami intime de Jésus, tente de consoler sa mère. Mais la légende détaille les paroles de Jésus en croix "Au pied de la croix, Jésus voit sa mère et son disciple Jean. Il dit à Marie voici votre fils, et à Jean, voici votre mère".. Plus à droite, les saintes femmes, qui ont suivi Jésus en Galilée et à Jérusalem, pleurent leur maitre mourant. Dans le remplage, étoiles, planètes dont Saturne bien visible, et lune en croissant culminent vers le soleil sur ton de ciel bleu à bandes rouges minces.

## Les grandes orgues

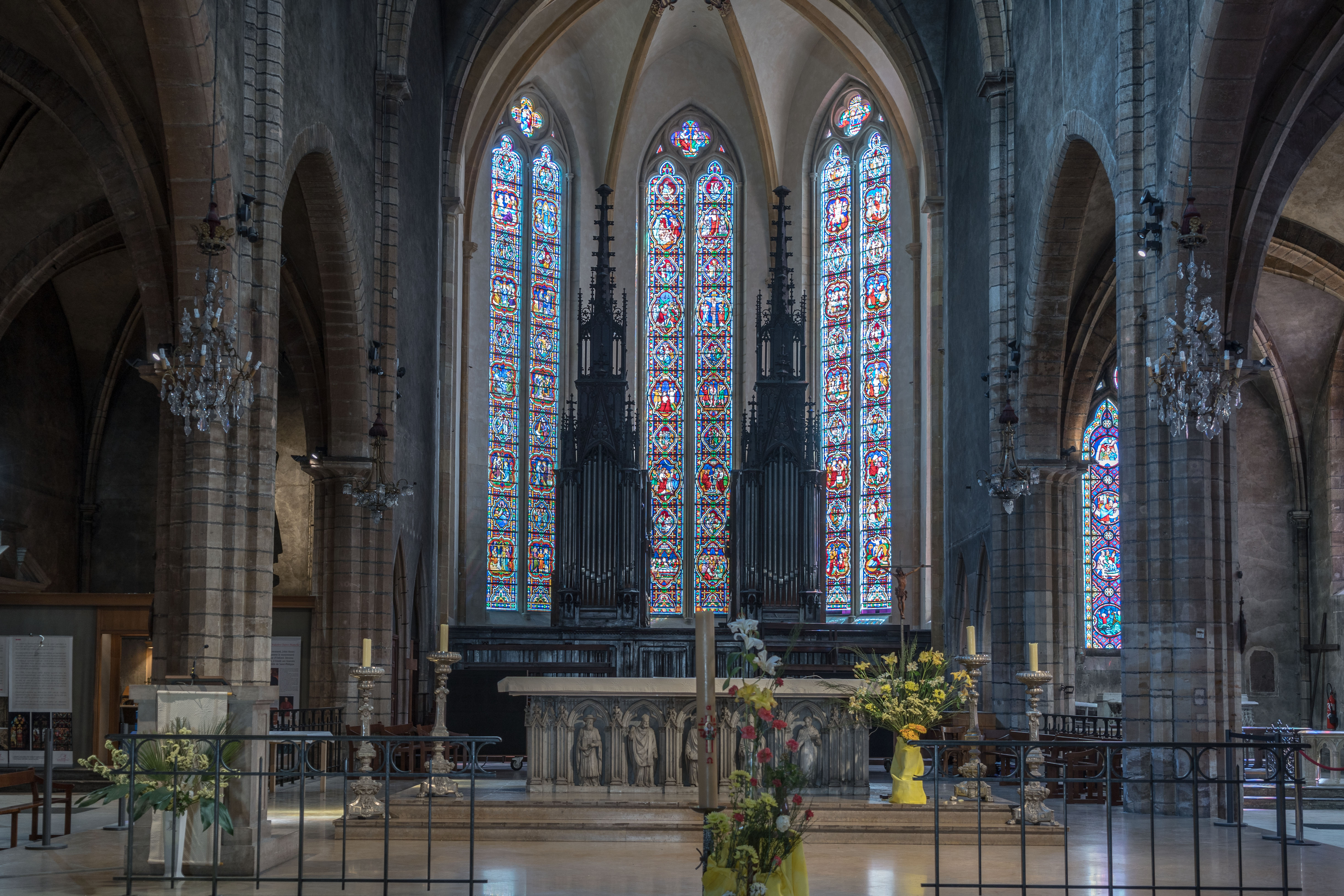
Chœur et orgue.

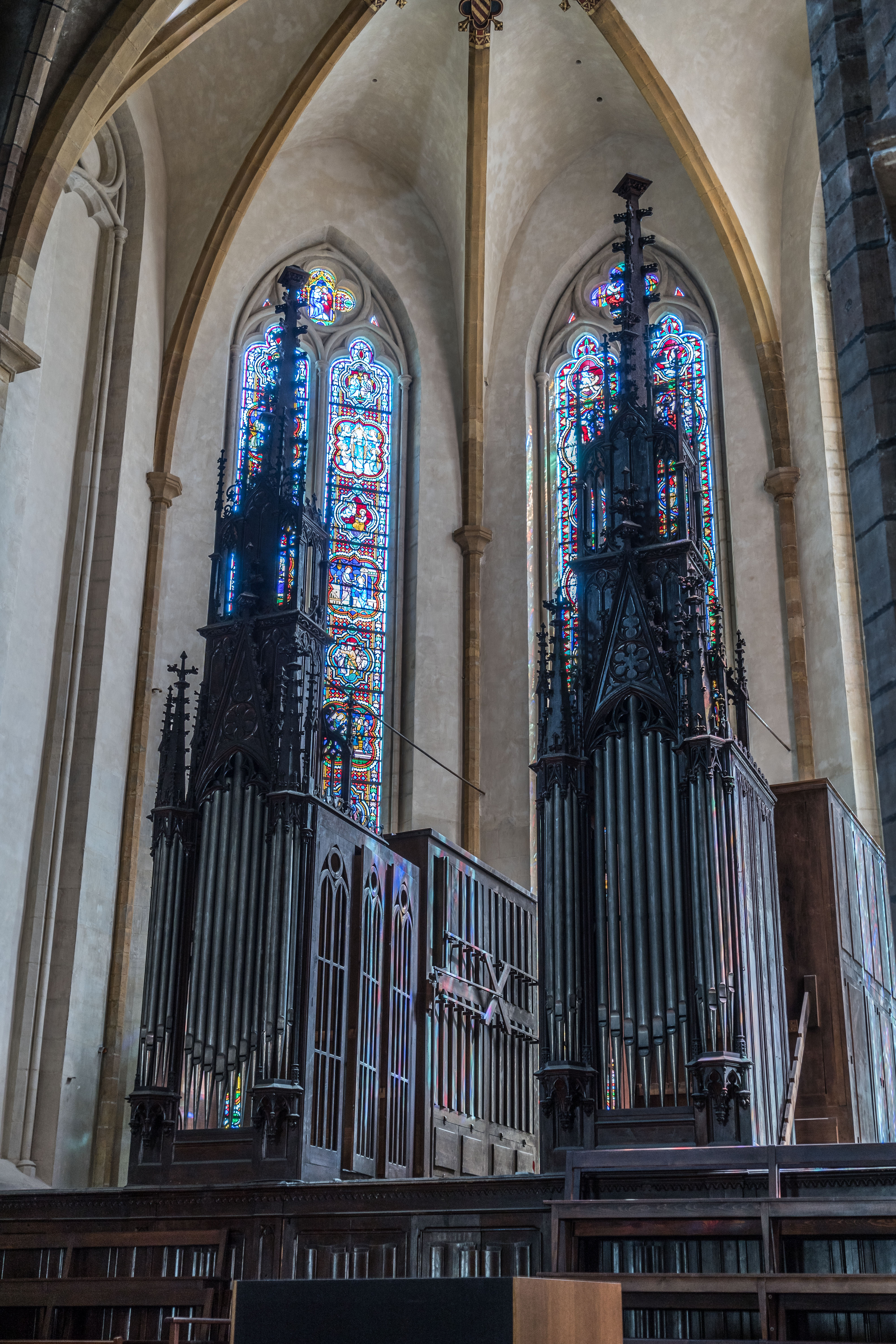
Orgues.

La présence d'un instrument de qualité dans ce lieu de culte est attestée au XVIIe siècle. Un document de 1693 fait état de grandes orgues placées au-dessus du portail central de l'église, sur une tribune qui ornait le fond de la nef. C'était « un seize pieds de quarante jeux et à cinq claviers (…) et des pédales à dix-neuf marches ». Il était « de la façon du sieur Alexandre Thierry (parfois nommé « Ferry », par erreur) envoyé exprès de Paris pour ce sujet par Monsieur Le Bègue, organiste du Roi, 1630–1702 ».
Le chanoine Panel, qui a entrepris d'écrire l'histoire des orgues de Saint Bonaventure, confirme qu'un instrument d'importance se trouvait sur une tribune au fond de la nef avant la période révolutionnaire. Information précieuse, il fait référence à un instrument qui aurait été brisé par les calvinistes en 1562, ce qui prouve que les orgues du sieur Alexandre Thierry n'étaient pas les premières à avoir été édifiées en ce lieu. De plus, trente ans après la destruction causée par les calvinistes, soit aux environs de 1592, le consulat allouait une grosse somme en écus d'or sol pour financer l'édification d'un nouvel instrument.
L'église Saint-Bonaventure a beaucoup souffert de la tourmente révolutionnaire, comme tant d'édifices religieux de France, et l'orgue d'Alexandre Thierry, qui a surement connu des restaurations et ajouts au cours du XVIIIe siècle, n'a pas survécu à cette époque troublée, pas plus que la tribune qui l'avait accueilli. Le facteur d'orgues Joseph Callinet (de Rouffach) est retenu pour la construction du nouvel orgue, inauguré le 29 avril 1845. L'instrument est alors disposé sur le côté droit du chœur.
En 1855, l'instrument inauguré dix ans plus tôt est transporté au fond du chœur, par Joseph Callinet, ce qui représente une amélioration appréciable sur le plan de l'acoustique. Le buffet tel que nous le voyons aujourd'hui date de cette époque, et l'ancienne partie centrale du buffet se trouve réutilisée en retable dans la chapelle latérale Saint-Antoine-de-Padoue. Cet instrument, riche de vingt-deux jeux seulement, n'était pas sans faiblesses. En juillet 1860, le conseil de fabrique de la paroisse signe alors un marché avec Joseph Merklin pour une modernisation des jeux et une réfection de la mécanique. L'instrument, dont la composition n'est pas augmentée mais optimisée, est inauguré par Édouard Batiste, titulaire de l'époque du grand orgue de l'église Saint-Eustache de Paris, et par Charles Marie Widor.
En décembre 1869, une nouvelle restauration est envisagée à la demande de Léon Reuchsel, qui devait tenir les orgues de Saint Bonaventure pendant un demi-siècle. La convention, signée en avril 1870, malgré les dépenses importantes qui grèvent le budget de la paroisse à l'époque (c'est alors la seule église lyonnaise qui n'a pas de chauffage), prévoit certaines transformations comme le renouvellement de la soufflerie et le remplacement des claviers existants par des claviers neufs.
Il faudra attendre 1885 pour qu'un accord soit donné par le conseil de fabrique en vue de la réparation des jeux existants et l'adjonction de jeux nouveaux. L'instrument, qui, jusque-là, n'avait connu que la traction mécanique comme mode de transmission va bénéficier du rôle novateur de la maison Merklin dans l'utilisation de l'électricité pour « faire parler » les tuyaux. Un seul clavier, cependant, est muni du système électrique ; un deuxième clavier est à traction pneumatique, les autres restant mécaniques. Ces trois modes de transmission obligent l'organiste à trois « touchers » différents, et rendent impossible une exécution précise. L'électrification se poursuit en 1912 avec l'installation d'une soufflerie électrique. Finis les efforts des souffleurs pour tenir constamment remplis les vastes réservoirs d'air chargés de poids de cinq cents kilos et plus.
L'électricité a cependant ses dangers : en 1928, sous le titulariat de Marcel Paponaud, un commencement d'incendie endommage la soufflerie et toute la partie électrique, réduisant l'orgue au silence pendant un temps assez long. C'est sous l'impulsion de Paponaud que la maison Michel Merklin et Kuhn accomplit la restauration de 1936, qui donne à l'orgue la physionomie qu'il a encore aujourd'hui. Il s'adjoint le concours d'un harmoniste formé chez Cavaillé-Coll, facteur d'origine espagnole, qui saura donner aux jeux d'anches tout le mordant et le moelleux qui font le charme d'un dessus de trompette ou de clairon. Une nouvelle restauration sera effectuée, en 1960, également par les établissements Michel, Merklin et Kuhn.
Une restauration est effectuée, en 1985, par les facteurs René Micolle, Georges Valentin et Charles Meslé. À cette occasion, Patrice Caire, successeur de Marcel Paponaud, fait ajouter deux jeux d'anches placés « en chamade » sur les deux corps du buffet.
Au début de la décennie 2020, l'orgue de Saint-Bonaventure est à nouveau restauré. Aujourd'hui, l'instrument compte soixante-huit jeux, comportant trois claviers de soixante-et-une notes chacun, un pédalier de trente-deux notes et un combinateur informatisé, avec lequel le nombre de combinaisons possibles est infini. Le 14 octobre 2023, l'instrument restauré est béni par l'archevêque de Lyon, Monseigneur Olivier de Germay, et inauguré par son titulaire. Cette restauration, menée par le facteur Michel Jurine et son équipe, a consisté à nettoyer toutes les parties de l'orgue, remettre en peau les neuf réservoirs, installer de nouveaux ventilateurs, remplacer les 5000 membranes ainsi que de nombreux éléments de menuiserie, troquer les transmissions électriques contre un système numérique, replaquer les claviers, poser un combinateur, laver la tuyauterie et réharmoniser les 4249 tuyaux. L'esthétique qui avait été imprimée à cet orgue lors de la dernière reconstruction de 1936 a été scrupuleusement respectée.
L'actuel titulaire de l'instrument est Gabriel Marghieri, professeur au Conservatoire national supérieur de musique et de danse de Lyon et également titulaire du grand orgue de la basilique du Sacré-Cœur de Montmartre à Paris.

## Œuvres

### Les tableaux
- La Descente de Croix, XVIIe siècle, œuvre volée le 15 février 2002[45]

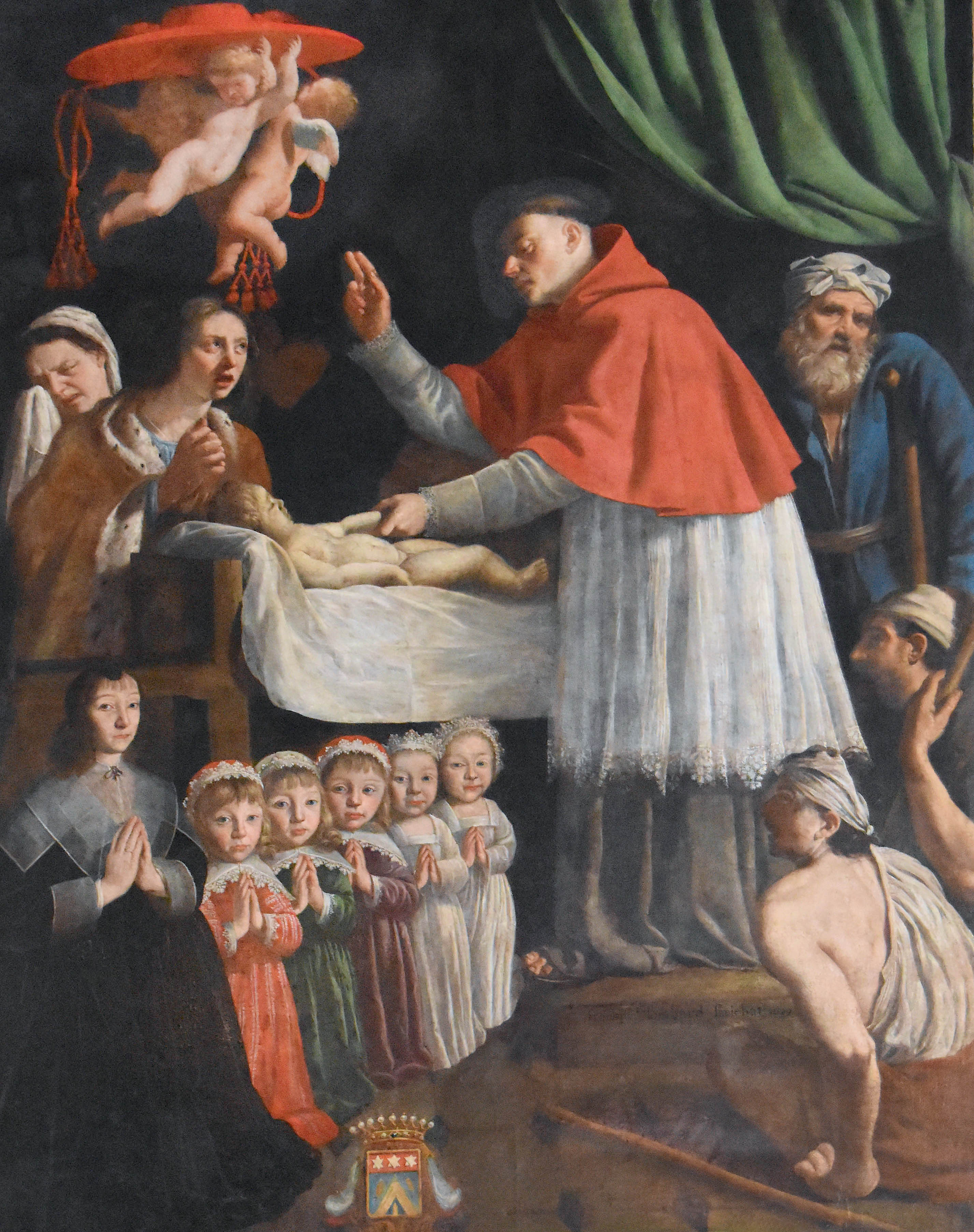
Le Miracle de saint Bonaventure de François Lombard.

- Le Miracle de saint Bonaventure, huile sur toile de François Lombard (1639)[46], avant la sacristie à gauche.
- La vierge du pilier de Marco Benefial (1784 - 1764), vers 1730, considéré par Gilles Chomer[47] comme un des plus beaux tableaux des églises de Lyon. Dans la chapelle de la Piéta au dessus du confessionnal.
- L'Apparition de la Vierge, XVIIIe siècle[48]
- Saint François Xavier à qui on montre une carte de la Chine, disparu, XVIIe siècle[49]
- La Mort d'une sainte , chapelle de la Vierge, au dessus du confessionnal, XVIIe siècle[29]
- Sainte Élisabeth de Hongrie soignant un blessé, dans la chapelle Sainte Jeanne d'Arc. Auguste Chavard, XIXe siècle[23]
- Saint Antoine de Padoue, XVIIe siècle[50]
- Apparition de l'Enfant Jésus à saint Antoine de Padoue, sur le retable de l'actuelle chapelles Saint Antoine de Padoue. XIXe siècle[51]
- Le Christ et la Samaritaine, Pierre Lagarde, chapelle du curé d'Ars, au dessus du confessionnal, 1863[32]
- L'adoration des mages, XVIIe siècle[26] (inspiré d'une gravure selon une "adoration des mages" de Jacopo Bassano, école vénitienne du XVIe siècle) à gauche en entrant par la rue Grolée.
- ''L'Ange gardien, retable de la chapelle du curé d'Ars, XIXe siècle[31]

### Le mobilier liturgique et les plaques funéraires
- Ostensoir[11] en argent doré, 1858, Thomas-Joseph Armand-Calliat[52] (dans les réserves)
- Plaque funéraire de Simon de Rovedis dit de Pavie, XVe siècle[53], plaque commémorative de fondations religieuses faites par Simon de Rovedis dit de Pavie, XVe siècle[54], plaque funéraire des familles d'Huon, de Barral, de Vareys, XIVe siècle[55], plaque funéraire de Jean Juge, XIVe siècle[56] dans la chapelle de Sainte Jeanne d'Arc.

### Tapisseries
- Scène champêtre avec trois figures féminines, XVIIIe siècle, manufacture d'Aubusson[57], actuellement exposée dans une salle de réunion de la basilique, au premier étage, coté Rhône
- Quatre tapisseries relatant quatre épisodes de l'histoire de saint Bonaventure, dont la remise de son chapeau de cardinal XVIIIe siècle, manufacture d'Aubusson[58]. Ces tapisseries sont bien visibles, suspendues entre le porche principal et les deux porches latéraux, dès l'entrée dans la basilique.

### Galerie

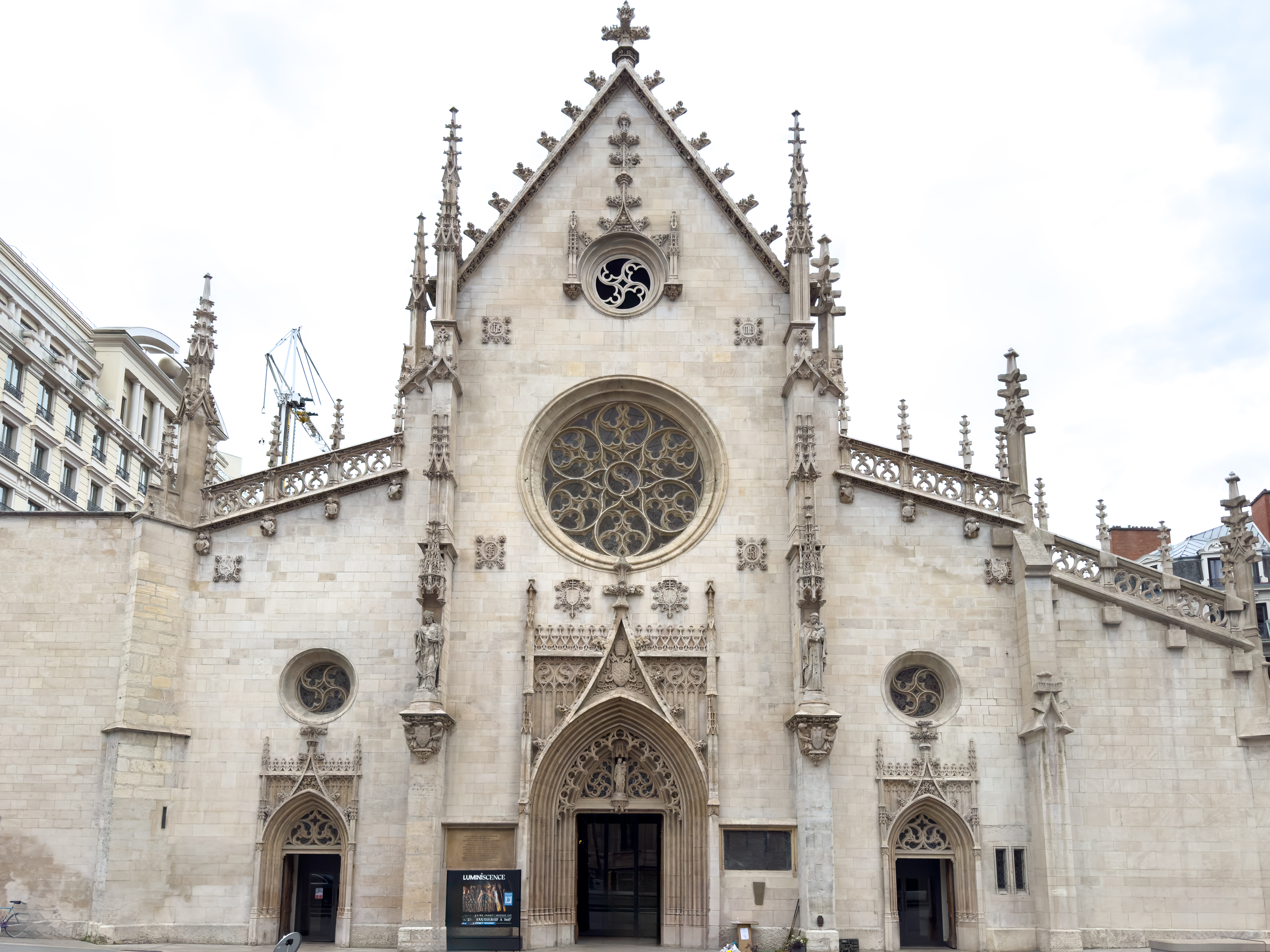
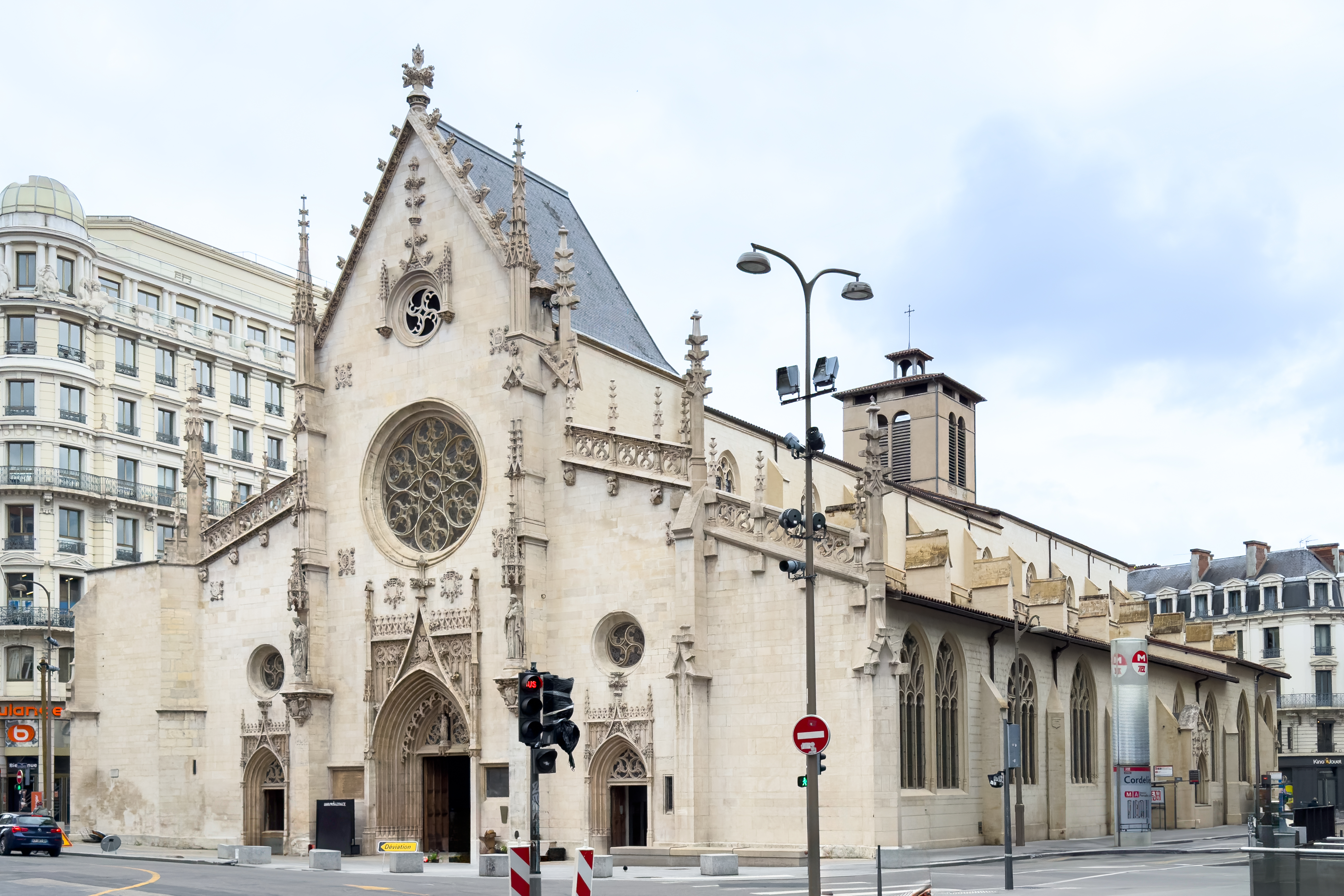
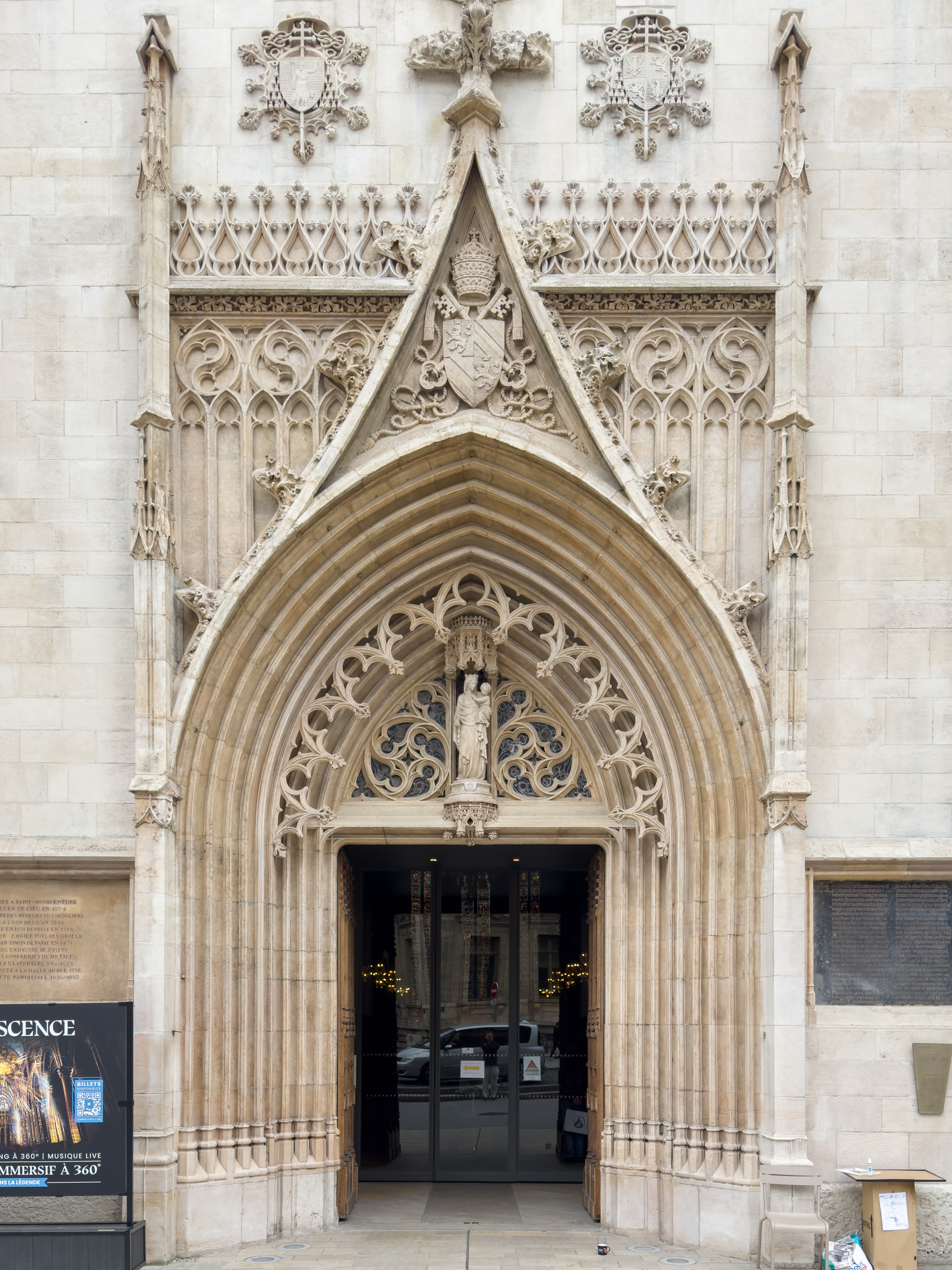
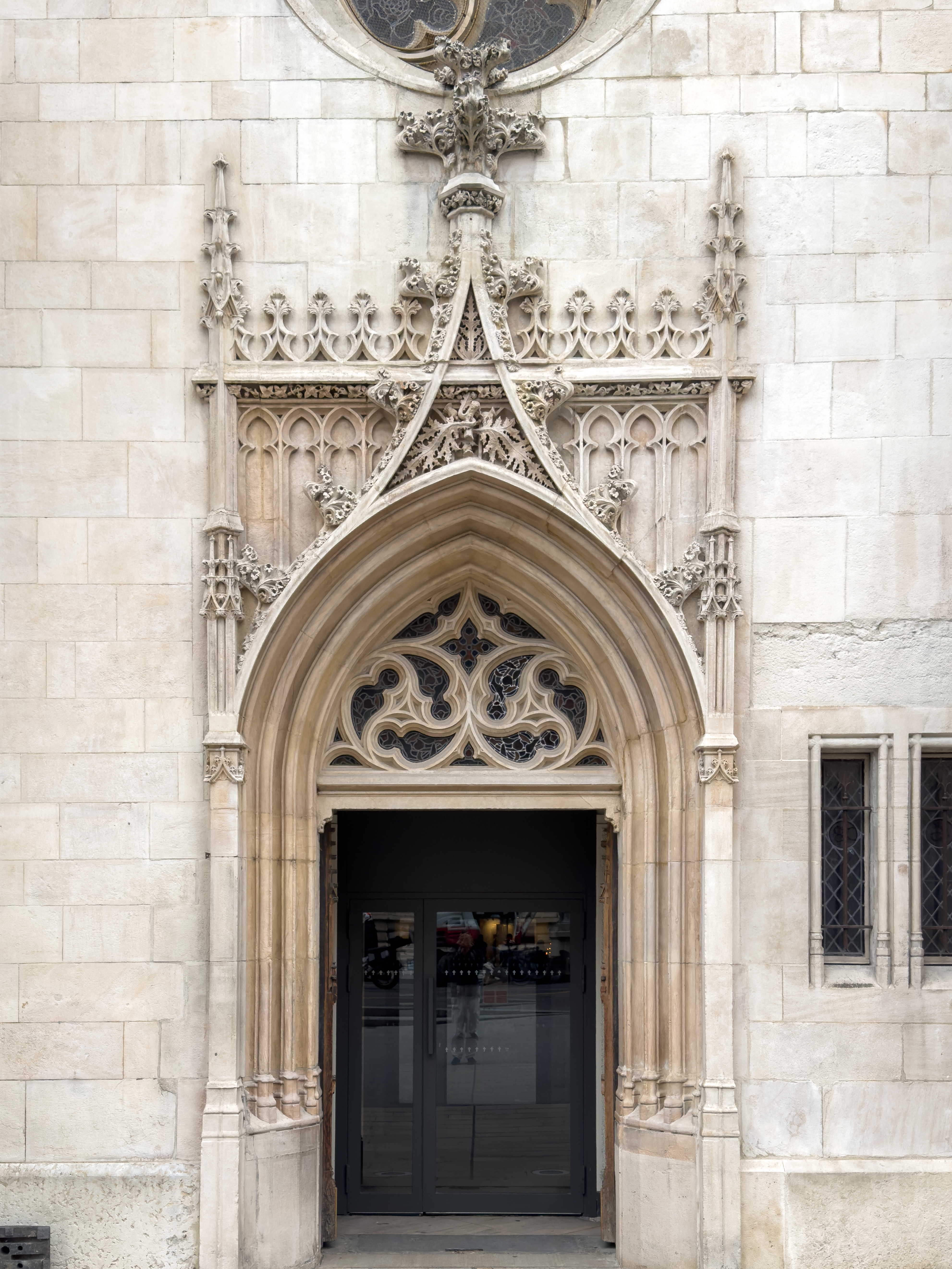
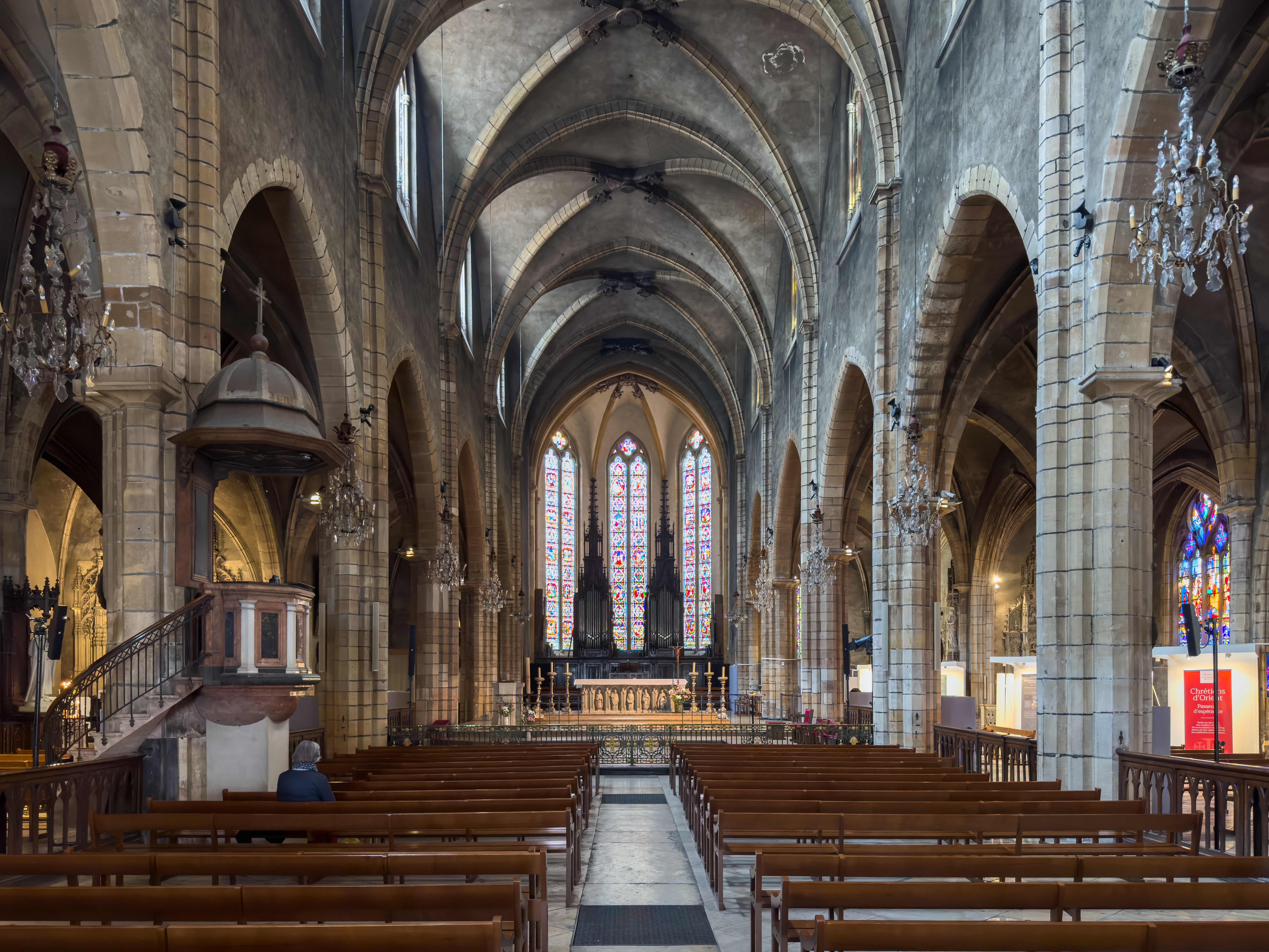
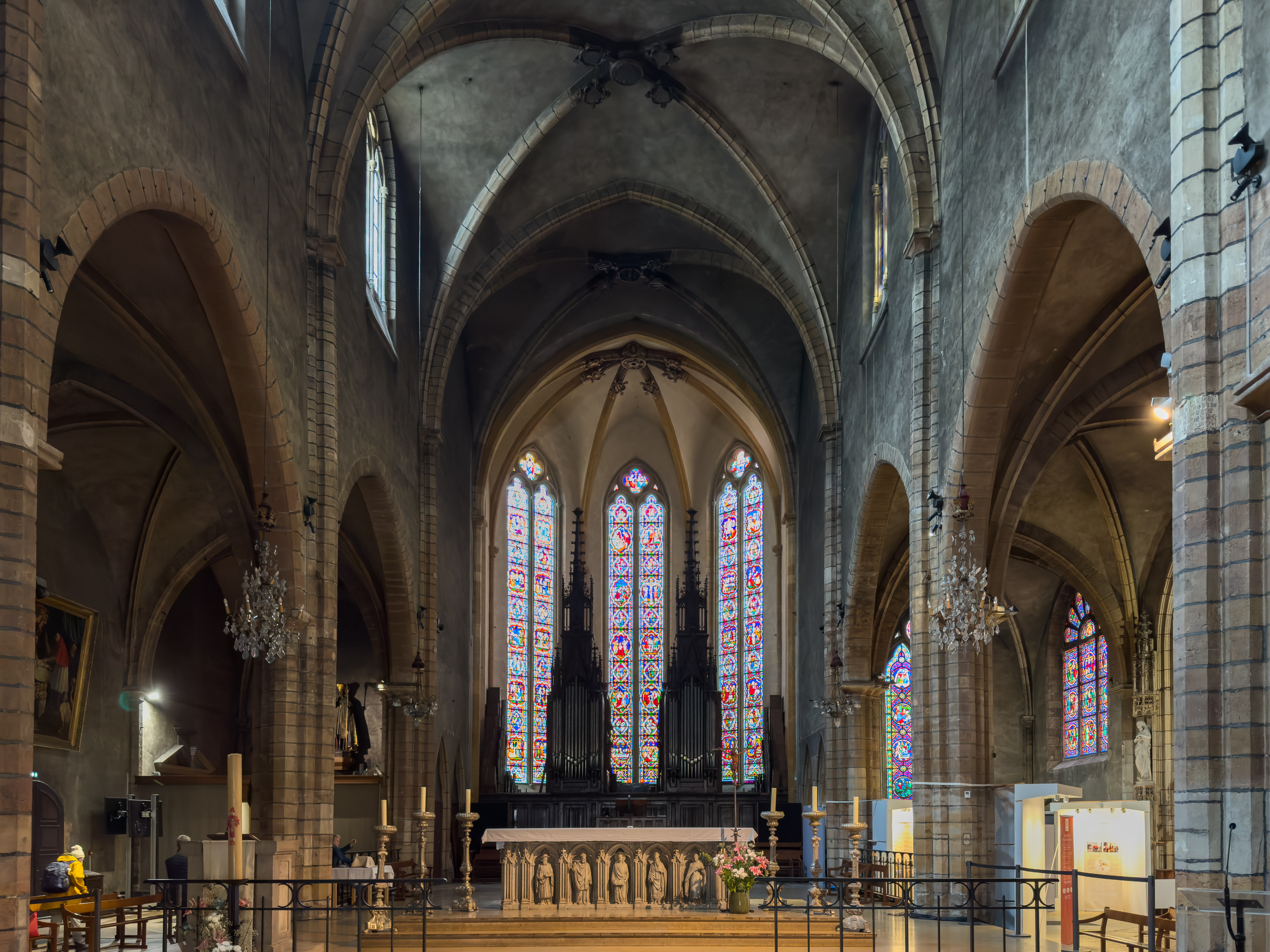
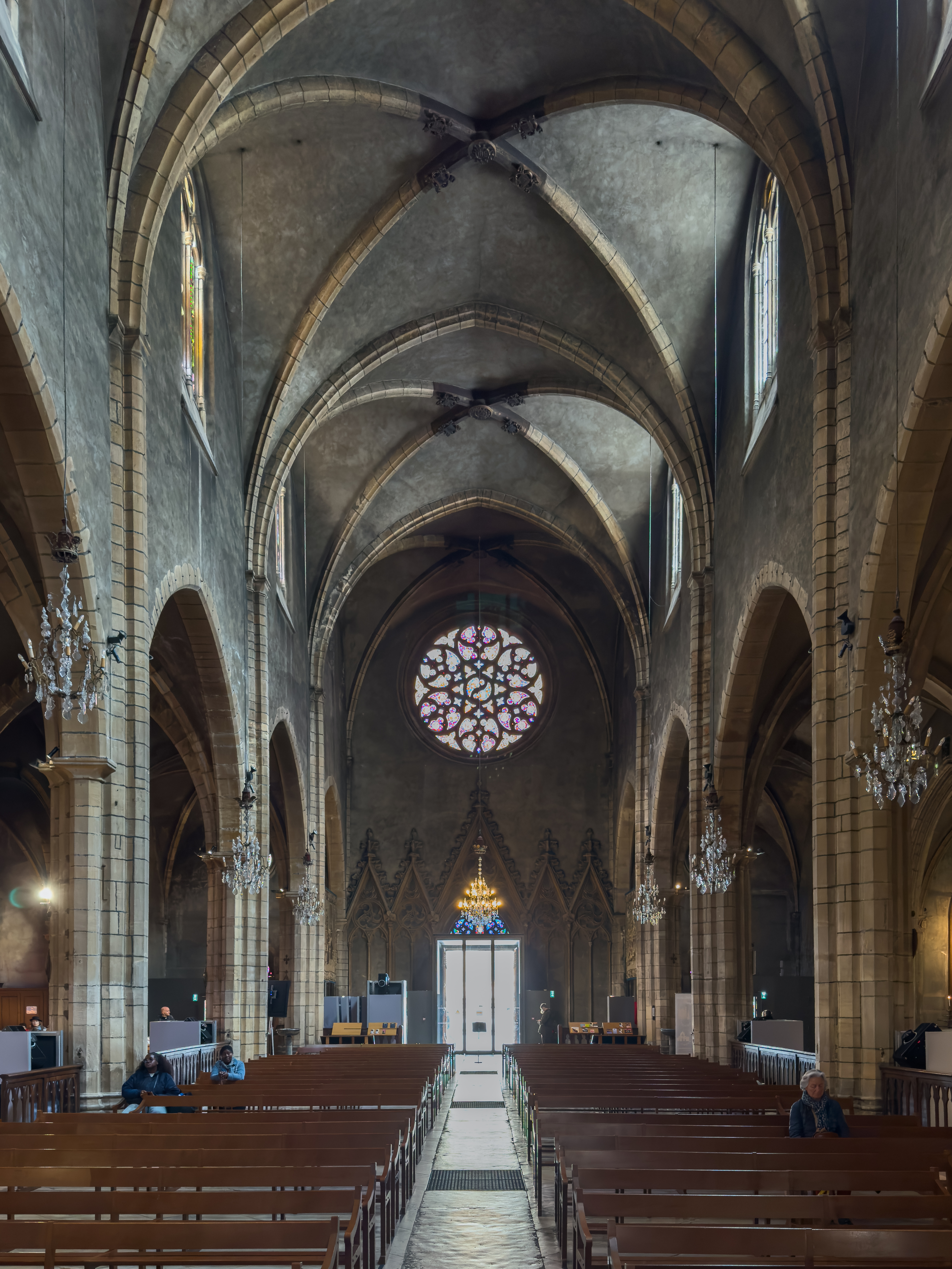
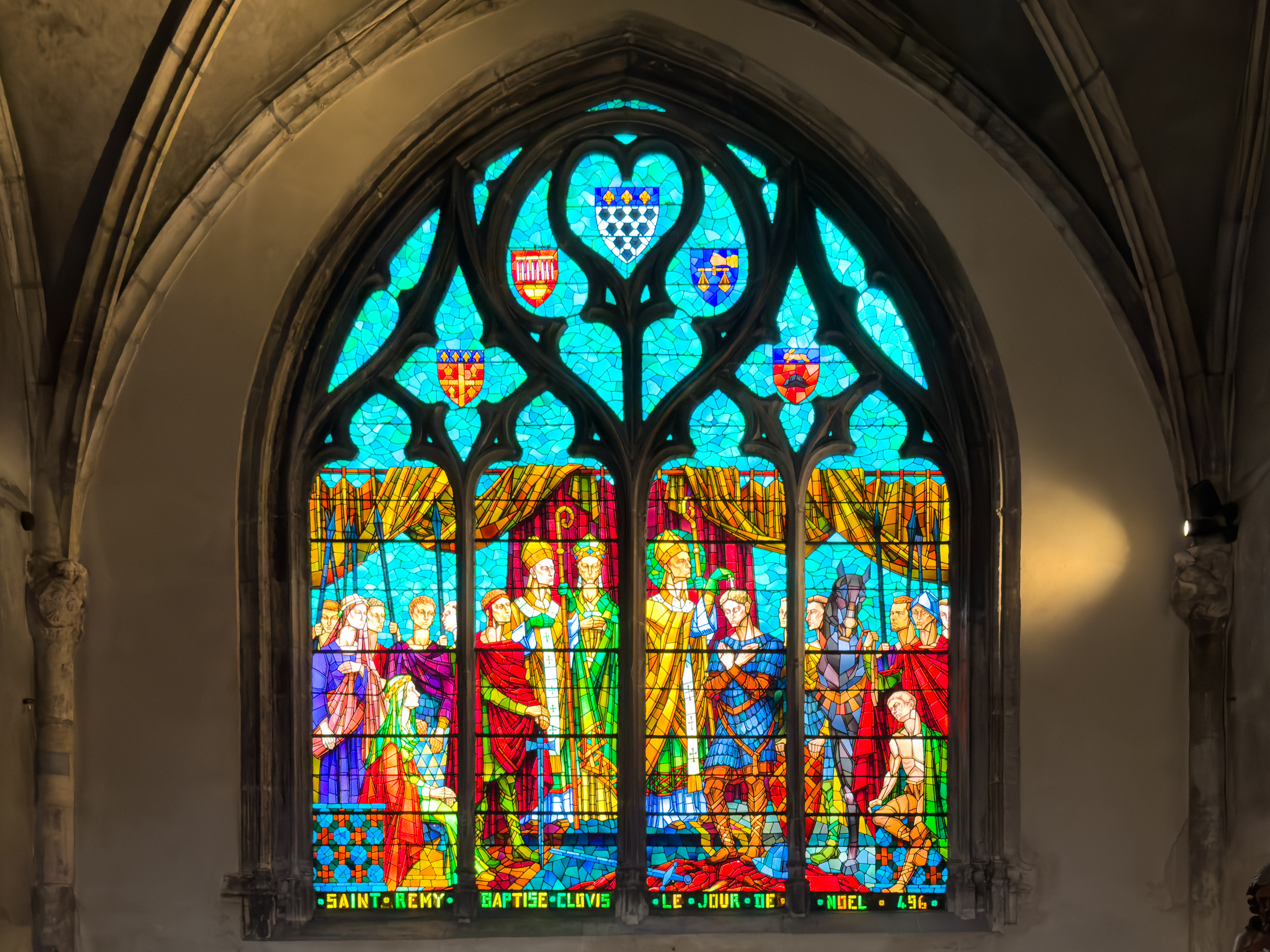
Vitrail : saint Rémi baptise Clovis le jour de Noël.